# Liste der Seligsprechungen
Die Liste der Seligsprechungen führt chronologisch die Seligsprechungen durch die Päpste auf. Die Liste ist nicht vollständig.

## PontifikatLeos X.
- 1513
  - Franz von Paola

- 1515
  - Margareta von Cortona

- 1516
  - Elisabeth von Portugal

## PontifikatClemens’ VII.
- 1524
  - Lorenzo Giustiniani

## PontifikatClemens’ VIII.
- 1601
  - Johannes González

- 12. Mai 1602
  - Karl Borromäus

## PontifikatPauls V.
- 19. Oktober 1605
  - Aloisius von Gonzaga
  - Stanislaus Kostka

- 5. Februar 1606
  - Salvator von Horta

- 1608
  - Agnes von Montepulciano

- 19. Juli 1608
  - Luis Beltrán

- 1609
  - Peregrinus Laziosi

- 27. Juli 1609
  - Ignatius von Loyola

- 24. April 1614
  - Teresa von Ávila

- 11. Mai 1615
  - Ferdinand III.
  - Philipp Neri

- 7. Oktober 1618
  - Thomas Garcia von Villanova

- 29. Oktober 1618
  - Paschalis Baylon

- 2. Mai 1619
  - Isidor von Madrid

- 25. Oktober 1619
  - Franz Xaver

## PontifikatGregors XV.
- 1622
  - Albertus Magnus

- 18. April 1622
  - Petrus von Alcantara

## PontifikatUrbans VIII.
- 12. August 1624
  - Jacobus de Marchia

- 14. Oktober 1624
  - Andreas Avellino

- 23. November 1624
  - Francisco de Borja

- 1. Oktober 1625
  - Felix von Cantalice

- 2. Dezember 1625
  - Matteo Carreri

- 8. Mai 1626
  - Maria Magdalena von Pazzi

- 1627
  - Rita von Cascia

- 14. September 1627
  - Märtyrer von Nagasaki

- 8. Oktober 1629
  - Kajetan von Thiene

- 21. September 1630
  - Johannes von Gott

- 16. Mai 1643
  - Josaphat Kunzewitsch

## PontifikatInnozenz’ X.
- 24. November 1644
  - Bernardo Tolomei

- 8. Oktober 1645
  - Philipp Benizi

## PontifikatAlexanders VII.
- 18. Dezember 1661
  - Franz von Sales

- 17. April 1662
  - Pedro de Arbués

## PontifikatClemens’ IX.
- 15. April 1668
  - Rosa von Lima

- 8. März 1669
  - Niklaus von Flüe

## PontifikatClemens’ X.
- 1. Mai 1672
  - Pius V.

- 25. Januar 1675
  - Johannes vom Kreuz

- 6. April 1675
  - Katharina von Genua
  - Margareta von Città di Castello[1]

- 30. Juni 1675
  - Franz von Solano

- 24. November 1675
  - Märtyrer von Gorkum
    - Leonardus van Veghel
    - Petrus van Assche
    - Andreas Wouters
    - Nicasius van Heeze
    - Hieronymus van Weert
    - Antonius van Hoornaar
    - Godfried van Duynen
    - Willehad van Denemarken
    - Jacobus Lacobs
    - Francisus de Roye
    - Joannes van Hoornaar
    - Antonius van Weert
    - Theodor van der Eem
    - Cornelius van Wijk bij Duurstede
    - Adrianus van Hilvarenbeek
    - Godfried van Mervel
    - Joannes van Oisterwijk
    - Nicolaas Poppel
    - Nicolaas Pieck

- 28. März 1676
  - Johannes von Krakau

- 26. Juli 1678
  - Juliana von Falconieri

- 2. Juli 1679
  - Toribio de Mogrovejo

## PontifikatInnozenz’ XI.
- 3. März 1677
  - Amadeus IX.

- 11. März 1684
  - Peter Regalati

- 24. Februar 1685
  - Simon von Lipnica

## PontifikatInnozenz’ XII.
- 1693
  - Angela von Foligno (Kult approbiert)

## PontifikatClemens’ XI.
- 1703
  - Humbelina von Jully-sur-Sarce (Kult approbiert)

- 13. November 1703
  - Katharina von Bologna

- 27. August 1712
  - Ceslaus von Breslau (Kult approbiert)

- 18. Mai 1716
  - Jean François Régis

- 1. Dezember 1717
  - Sieben heilige Gründer des Servitenordens
    - Bonfilius Monaldi
    - Bonajunkta Manetti (Johannes)
    - Manettus dell' Antella (Benedikt)
    - Amadeus Amidei (Bartholomäus)
    - Hugo Lippi-Ugoccioni (Ricovero)
    - Sosteneus di Sostegno (Gerardino)
    - Alexis Falconieri

## PontifikatInnozenz’ XIII.
- 31. Mai 1721
  - Johannes Nepomuk

## PontifikatBenedikts XIII.
- 14. Juli 1726
  - Hyazintha Mariscotti

- 24. März 1729
  - Fidelis von Sigmaringen

- 13. August 1729
  - Vinzenz von Paul

## PontifikatClemens’ XII.
- 29. Januar 1730
  - Pierre Fourier

- 23. November 1732
  - Caterina de’ Ricci

- 1734
  - Jerónima de la Fuente

- 13. April 1737
  - Klara von Montefalco

- 22. Juni 1737
  - Josef von Leonessa

## PontifikatBenedikts XIV.
- 23. April 1741
  - Alexander Sauli

- 7. April 1742
  - Kamillus von Lellis

- 18. Juni 1742
  - Jeanne de Valois

- 15. Mai 1743
  - Benedikt der Mohr

- 25. September 1744
  - Niccolò Albergati (Kult approbiert)

- 23. April 1747
  - Hieronymus Ämiliani

- 18. August 1748
  - José Calasanz

- 21. August 1751
  - Johanna Franziska von Chantal

- 24. Februar 1753
  - Josef von Copertino

## PontifikatClemens’ XIII.
- 11. Juli 1759
  - Augustinus Novellus

- 16. Juli 1761
  - Gregorio Barbarigo

- 11. September 1762
  - Giovanni Marinoni

- 19. März 1766
  - Simón de Rojas

- 19. Juni 1766
  - Elisabeth Achler

- 30. April 1768
  - Angela Merici

- 5. Mai 1768
  - Bernardo da Corleone

## PontifikatClemens’ XIV.
- 1769
  - Bernhard II.
  - Emilia Bicchieri (Kult approbiert)

- 4. Juni 1769
  - Franz von Carácciolo

- 16. September 1769
  - Katharina Moriggi
  - Juliana Puricelli

- 14. Dezember 1771
  - 800 Märtyrer von Otranto

## PontifikatPius’ VI.
- 1. Juni 1783
  - Laurentius von Brindisi

- 4. August 1786
  - Pacificus von San Severino

- 3. September 1786
  - Thomas von Cori

- 24. Mai 1789
  - Johann Joseph vom Kreuz

- 28. Juli 1789
  - Margareta von Ungarn

- 5. Juni 1791
  - Barbe Acarie

- 3. August 1792
  - Catalina Thomás

- 19. Juni 1796
  - Leonhard von Porto Maurizio

- 18. September 1796
  - Juan de Ribera

## PontifikatPius’ VII.
- 29. September 1803
  - Giuseppe Maria Tomasi

- 17. Juni 1804
  - Veronica Giuliani

- 2. Mai 1806
  - Franz de Hieronymo

- 26. August 1806
  - Crispinus von Viterbo

- 5. September 1806
  - Joseph Oriol

- 15. September 1815
  - Alfonso Maria de Liguori

- 21. September 1819
  - Juan Bautista Rico

## PontifikatLeos XII.
- 15. Januar 1825
  - Alphonsus Rodriguez

## PontifikatGregors XVI.
- 9. April 1832
  - Giovanni Dominici (Kult approbiert)

- 1837
  - Martín de Porres

- 22. Oktober 1837
  - Johannes Macias

- 1838
  - Humbert III.

- 12. November 1843
  - Maria Franziska von den fünf Wunden Christi

- 7. April 1843
  - Camilla Battista Varano (Kult approbiert)

## PontifikatPius’ IX.
- 16. Juli 1850
  - Petrus Claver

- 1. Mai 1853
  - Paul vom Kreuz

- 21. August 1853
  - Johannes de Britto

- 30. Oktober 1853
  - Andreas Bobola

- 13. November 1853
  - Juan Grande Román

- 20. November 1853
  - Mariana de Jesús de Paredes y Flores

- 11. Mai 1854
  - Vierzig Märtyrer von Brasilien
    - Inácio de Azevedo
    - Diogo de Andrade
    - Bento de Castro
    - António Soares
    - Manuel Álvares
    - Francisco Álvares
    - Domingos Fernandes
    - João Fernandes
    - António Correia
    - Francisco de Magalhães
    - Marcos Caldeira
    - Amaro Vaz
    - Juan de Mayorga
    - Alonso de Baena
    - Esteban de Zuraire
    - Juan de San Martín
    - Juan de Zafra
    - Francisco Pérez Godói
    - Gregório Escribano
    - Fernán Sanchez
    - Gonçalo Henriques
    - Álvaro Mendes Borralho
    - Pero Nunes
    - Manuel Rodrigues
    - Nicolau Diniz
    - Luís Correia
    - Diogo Pires Mimoso
    - Aleixo Delgado
    - Brás Ribeiro
    - Luís Rodrigues
    - André Gonçalves
    - Gaspar Álvares
    - Manuel Fernandes
    - Manuel Pacheco
    - Pedro Fontoura
    - António Fernandes
    - Simão da Costa
    - Simão Lopes
    - João Adaucto

- 6. Mai 1860
  - Johannes Sarkander

- 13. Mai 1860
  - Giovanni Battista de’ Rossi

- 20. Mai 1860
  - Benoît Joseph Labre

- 10. November 1861
  - Johannes Leonardi

- 8. Januar 1863
  - Airald

- 16. Juli 1863
  - Françoise d’Amboise

- 1864
  - Petrus Canisius

- 7. Mai 1865
  - Germaine Cousin

- 9. Mai 1865
  - Jan Berchmans

- 18. September 1864
  - Margareta Maria Alacoque

- 7. Juli 1867
  - Diogo Carvalho

- 18. März 1870
  - Urban V. (Kult approbiert)

- 28. September 1872
  - Eugen III.

## PontifikatLeos XIII.
- 15. Januar 1882
  - Alonso de Orozco

- 22. Januar 1882
  - Karl von Sezze

- 29. Januar 1882
  - Humilis Pirozzo

- 29. Dezember 1886 (Gruppe von 54 englischen Märtyrern)
  - Thomas Abel
  - Edmund Campion
  - John Fisher
  - John Houghton
  - Luke Kirby
  - Robert Lawrence
  - Cuthbert Mayne
  - Thomas Morus
  - Richard Reynolds
  - John Roberts
  - Ralph Sherwin
  - John Stone
  - Augustine Webster
  - Eustace White

- 22. Januar 1888
  - Louis-Marie Grignion de Montfort

- 29. Januar 1888
  - Klemens Maria Hofbauer

- 5. Februar 1888
  - Ägidius Maria vom Heiligen Joseph

- 19. Februar 1888
  - Jean Baptiste de La Salle

- 8. August 1888
  - Diana Andalò

- 1889
  - Nikola Tavelić
  - Deodatus von Ruticinium
  - Petrus von Narbonne
  - Stephan von Cuneo

- 10. November 1889
  - Johannes Gabriel Perboyre

- 3. Januar 1890
  - Antonio Maria Zaccaria

- 26. Januar 1890
  - Pompilio Maria Pirrotti

- 4. September 1892
  - Agnellus von Pisa (Kult approbiert)

- 22. Januar 1893
  - Francesco Saverio Bianchi

- 29. Januar 1893
  - Gerhard Majella

- 14. Mai 1893
  - Märtyrer von China
    - Pedro Sanz i Yordà
    - Francisco Serrano Frías
    - Juan Alcober Figuera
    - Joaquín Royo Pérez
    - Francisco Díaz de Écija

- 12. November 1893
  - Juan de Ávila

- 1895
  - Bernardino Realino

- 19. Januar 1895
  - Theophilus von Corte

- 13. Mai 1895
  - Adrian Fortescue

- 15. Mai 1897
  - Antonio Maria Zaccaria

- 27. Mai 1900
  - Vietnamesische Märtyrer
    - Andreas Dung-Lac
    - Ignacio Delgado
    - Francesco Gil de Federich de Sans
    - José Fernández de Ventosa
    - Domingo Henares de Zafra Cubero
    - Jerónimo Hermosilla
    - Pierre Dumoulin-Borie
    - Augustin Schoeffler
    - Joseph Marchand
    - François Jaccard
    - François-Isidore Gagelin
    - Bernard Võ Văn Duệ
    - Emanuel Nguyễn Văn Triệu
    - Philipp Phan Văn Minh
    - Jakob Đỗ Mai Năm
    - Johannes Đạt
    - Josef Đặng Đình Viên
    - Josef Nguyễn Đình Nghi
    - Lukas Vũ Bá Loan
    - Martin Tạ Đức Thịnh
    - Paul Nguyễn Ngân
    - Paul Phạm Khắc Khoan
    - Peter Lê Tuỳ
    - Peter Nguyễn Bá Tuần
    - Peter Trương Văn Thi
    - Peter Vũ Đăng Khoa
    - Vincent Nguyễn Thế Điểm
    - Dominik Nguyễn Văn Hạnh
    - Dominik Nguyễn Văn Xuyên
    - Dominik Trạch
    - Dominik Vũ Đình Tước
    - Josef Đỗ Quang Hiển
    - Peter Nguyễn Văn Tự
    - Thomas Đinh Viết Dụ
    - Vincent Đỗ Yến
    - Dominik Bùi Văn Úy
    - Franz Đỗ Văn Chiểu
    - Franz Ksawery Hà Trọng Mậu
    - Franz Ksawery Nguyễn Cần
    - Johann Baptist Đinh Văn Thanh
    - Josef Hoàng Lương Cảnh
    - Josef Nguyễn Đình Uyển
    - Paul Nguyễn Văn Mỹ
    - Peter Nguyễn Khắc Tự
    - Peter Nguyễn Văn Hiếu
    - Peter Trương Văn Đường
    - Peter Vũ Văn Truật
    - Thomas Toán
    - Andreas Trần Văn Trông
    - Anton Nguyễn Đích
    - Anton Nguyễn Hữu Quỳnh
    - Augustin Nguyễn Văn Mới
    - Augustin Phan Viết Huy
    - Dominik Đinh Đạt
    - Johann Baptist Cỏn
    - Martin Thọ
    - Matthias Lê Văn Gẫm
    - Michael Nguyễn Huy Mỹ
    - Nikolaus Bùi Đức Thể
    - Paul Tống Viết Bường
    - Stefan Nguyễn Văn Vinh
    - Simon Phan Đắc Hoà
    - Thomas Nguyễn Văn Đệ
    - Thomas Trần Văn Thiện

  - Märtyrer von China
    - Augustinus Zhao Rong
    - Auguste Chapdelaine
    - Peter Wu Guosheng
    - Joseph Zhang Dapeng
    - Jean-Gabriel Taurin Dufresse
    - Francesco Maria Lantrua
    - Joseph Yuan Zaide
    - François-Régis Clet
    - Paul Liu Hanzuo
    - Thaddeus Liu Ruiting
    - Peter Liu Wenyuan
    - Joachim Ho
    - Jean-Charles Cornay
    - Jean-Louis Bonnard

- 23. September 1900
  - Johanna von Lestonnac

- 7. Oktober 1900
  - Maria Crescentia Höss

- 19. August 1902
  - Andreas Abellon

## PontifikatPius’ X.
- 1903
  - Clarus von Vienne (Kult approbiert)

- 18. Dezember 1904
  - Jesuitenmärtyrer von Kosice
    - Marko von Križevci
    - Stephan Pongracz
    - Melchior Grodziecki

- 8. Januar 1905
  - Jean-Marie Vianney

- 15. Januar 1905
  - Gaspare del Bufalo

- 13. Mai 1906
  - Julie Billiart

- 20. Mai 1906
  - Vietnamesische Märtyrer
    - Pedro José Almató y Ribera Auras
    - Valentín Faustino de Berrio-Ochoa y Aristi
    - Jacinto Castañeda
    - Mateo Alonso de Leciniana
    - Vincent Phạm Hiếu Liêm
    - Josef Nguyễn Duy Khang

- 27. Mai 1906
  - Märtyrinnen von Compiègne
    - Marie-Anne Brideau
    - Marie Claude Cyprienne Brard
    - Rose Chrétien de Neuville
    - Marie Dufour
    - Marie-Geneviève Meunier
    - Anne Pelras
    - Marie-Anne Piedcourt
    - Angélique Roussel
    - Madeleine Claudine Lidoine
    - Marie Gabrielle Trézel
    - Charlotte Thouret
    - Juliette Verolot
    - Marie-Antoinette Hanisset
    - Catherine Soiron
    - Thérèse Soiron
    - Marie Françoise Gabrielle de Croissy

- 28. August 1907
  - Zdislava

- 17. Mai 1908
  - Maria Magdalena Postel

- 24. Mai 1908
  - Sophie Barat

- 31. Mai 1908
  - Gabriel von der Schmerzhaften Jungfrau

- 8. November 1908
  - Christina von Stommeln (Kult approbiert)

- 18. April 1909
  - Jeanne d’Arc

- 25. April 1909
  - Johannes Eudes

- 2. Mai 1909
  - Vietnamesische Märtyrer
    - Théophane Vénard
    - Étienne-Théodore Cuenot
    - Pierre François Néron
    - Johannes Đoàn Trinh Hoan
    - Paul Lê Bảo Tịnh
    - Paul Lê Văn Lộc
    - Peter Đoàn Công Quý
    - Peter Khan
    - Peter Nguyễn Văn Lựu
    - Lorenz Nguyễn Văn Hưởng
    - Andreas Nguyễn Kim Thông
    - Josef Nguyễn Văn Lựu
    - Peter Ðoàn Văn Vân
    - Agnes Lê Thị Thành
    - Emanuel Lê Văn Phụng
    - Franz Trần Văn Trung
    - Josef Lê Đăng Thị
    - Matthias Nguyễn Văn Ðắc
    - Michael Hồ Đình Hy
    - Paul Hạnh

  - Märtyrer von China
    - Francisco Fernández de Capillas
    - Jean-Pierre Néel
    - Lawrence Bai Xiaoman
    - Agnes Cao Guiying
    - Jerome Lu Tingmei
    - Lawrence Wang Bing
    - Agatha Lin Zao
    - Joseph Zhang Wenlan
    - Paul Chen Changpin
    - John Baptist Luo Tingying
    - Martha Wang-Luo
    - Martin Wu Xuesheng
    - John Zhang Tianshen
    - John Chen Xianheng
    - Lucy Yi Zhenmei

- 12. Mai 1909
  - Friedrich von Regensburg (Kult approbiert)

## PontifikatBenedikts XV.
- 29. April 1917
  - Giuseppe Benedetto Cottolengo

- 23. Januar 1918
  - Nuno Álvares Pereira

- 9. Mai 1920
  - Luise von Marillac

- 23. Mai 1920
  - Oliver Plunkett

- 30. Mai 1920
  - Anna Maria Taigi

- 6. Juni 1920
  - Märtyrer von Uganda
    - Achileo Kiwanuka
    - Adolphus Ludigo-Mukasa
    - Ambrosius Kibuuka
    - Anatoli Kiriggwajjo
    - Anderea Kaggwa
    - Antanansio Bazzekuketta
    - Bruno Sserunkuuma
    - Karl Lwanga
    - Denis Ssebuggwawo Wasswa
    - Gonzaga Gonza
    - Gyavira Musoke
    - James Buuzaabalyaawo
    - John Maria Muzeeyi
    - Joseph Mukasa Balikuddembe
    - Kizito
    - Lukka Baanabakintu
    - Matiya Mulumba
    - Mbaga Tuzinde
    - Mugagga Lubowa
    - Mukasa Kiriwawanvu
    - Nowa Mawaggali
    - Ponsiano Ngondwe

- 13. Juni 1920
  - Märtyrinnen von Valenciennes
    - Maria Natalia vom heiligen Ludwig Vanot (Taufname: Maria Ludowika Josepha)
    - Maria Laurentina vom heiligen Stanislaus Prin (Taufname: Johanna Regina)
    - Maria Ursula vom heiligen Bernhard Bourla (Taufname: Hyazintha Augustine Gabriele)
    - Maria Ludovica vom heiligen Franziskus Ducrez (Taufname: Maria Genovefa)
    - Maria Augustina von den heiligen Ketten Jesu Déjardins (Taufname: Maria Magdalena)
    - Maria Clothilde Angela vom heiligen Franziskus Bórgia Paillot (Taufname: Clotilde Josepha)
    - Maria Scholastika Josepha vom heiligen Jakobus Leroux (Taufname: Marie-Marguerite)
    - Maria Kordula Josepha vom heiligen Dominikus Barré (Taufname: Jeanne-Louise)
    - Josephine Leroux (Taufname: Anna-Josepha)
    - Anna Maria Erraux (Taufname: Marie-Augustin)
    - Maria Franziska Lacroix (Taufname: Marie-Liévine)

## PontifikatPius’ XI.
- 15. Dezember 1921
  - Alexander Briant
  - Alban Roe

- 15. März 1923
  - Michael Garicoits

- 29. April 1923
  - Therese von Lisieux

- 13. Mai 1923
  - Robert Bellarmin

- 19. April 1925
  - Antonio Maria Gianelli

- 26. April 1925
  - Vinzenz Maria Strambi

- 3. Mai 1925
  - Joseph Cafasso

- 7. Juni 1925
  - Maria Michaela Desmaisières

- 14. Juni 1925
  - Bernadette Soubirous

- 21. Juni 1925
  - Kanadische Märtyrer[2]
    - René Goupil
    - Isaac Jogues
    - Jean de Lalande
    - Antoine Daniel
    - Jean de Brébeuf
    - Noël Chabanel
    - Charles Garnier
    - Gabriel Lalemant

- 5. Juli 1925
  - Märtyrer von Korea
    - Andreas Kim Taegon
    - Laurent-Marie-Joseph Imbert
    - Jacques Honoré Chastan
    - Pierre Philibert Maubant
    - Andreas Chŏng Hwa-gyŏng
    - Augustin Pak Chong-wŏn
    - Augustin Yi Kwang-hŏn
    - Damian Nam Myŏng-hyŏg
    - Franz Ch'oe Kyŏng-hwan
    - Johannes Chrzciciel Yi Kwang-nyŏl
    - Paul Chŏng Ha-sang
    - Paul Hong Yŏng-ju
    - Peter Ch'oe Ch'ang-hŭb
    - Peter Hong Pyŏng-ju
    - Peter Nam Kyŏng-mun
    - Peter Yi Ho-yŏng
    - Sebastian Nam I-gwan
    - Stefan Min Kŭk-ka
    - Lorenz Han I-hyŏng
    - Agathe Chŏn Kyŏng-hyŏb
    - Agathe Kim A-gi
    - Agathe Kwŏn Chin-i
    - Agathe Yi
    - Agathe Yi Kan-nan
    - Agathe Yi Kyŏng-i
    - Agathe Yi So-sa
    - Agnes Kim Hyo-ju
    - Alexis U Se-yŏng
    - Anna Kim Chang-gŭm
    - Anna Pak A-gi
    - Anton Kim Sŏng-u
    - Augustin Yu Chin-gil
    - Barbara Cho Chŭng-i
    - Barbara Ch'oe Yŏng-i
    - Barbara Han A-gi
    - Barbara Kim
    - Barbara Ko Sun-i
    - Barbara Kwŏn Hŭi
    - Barbara Yi
    - Barbara Yi Chŏng-hŭi
    - Benedikta Hyŏng Kyŏng-nyŏn
    - Cecilia Yu So-sa
    - Elisabeth Chŏng Chŏng-hye
    - Ignatius Kim Che-jun
    - Johannes Pak Hu-jae
    - Johannes Yi Mun-u
    - Josef Chang Sŏng-jib
    - Josef Im Ch'i-p'ek
    - Julia Kim
    - Karl Cho Shin-ch'ŏl
    - Karl Hyŏn Sŏng-mun
    - Katharina Chŏng Ch'ŏr-yŏm
    - Katharina Yi
    - Kolumba Kim Hyo-im
    - Lucia Kim
    - Lucia Kim Nusia
    - Lucia Pak Hŭi-sun
    - Magdalena Cho
    - Magdalena Han Yŏng-i
    - Magdalena Hŏ Kye-im
    - Magdalena Kim Ŏb-i
    - Magdalena Pak Pong-son
    - Magdalena Son Sŏ-byok
    - Magdalena Yi Yŏng-dŏk
    - Magdalena Yi Yŏng-hŭi
    - Maria Pak K'ŭn-agi
    - Maria Wŏn Kwi-im
    - Maria Yi In-dŏk
    - Maria Yi Yŏn-hŭi
    - Marta Kim Sŏng-im
    - Paul Hŏ Hyŏb
    - Perpetua Hong Kŭm-ju
    - Peter Kwŏn Tŭg-in
    - Peter Yu Tae-ch'ŏl
    - Protasius Chŏng Kuk-bo
    - Rosa Kim No-sa
    - Therese Kim
    - Therese Kim Im-i
    - Therese Yi Mae-im
    - Susanne U Sur-im

- 3. August 1925
  - Pierre Julien Eymard

- 16. Mai 1926
  - André-Hubert Fournet

- 23. Mai 1926
  - Johanna Antida Thouret

- 30. Mai 1926
  - Bartholomäa Maria Capitanio

- 10. Oktober 1926
  - Engelbert Kolland

- 17. Oktober 1926
  - Franz Josef Pey

- 2. Juni 1929
  - Johannes Bosco

- 9. Juni 1929
  - Teresa Margareta Redi

- 13. Juni 1926
  - Lucia Filippini

- 16. Juni 1929
  - Claude de la Colombière

- 30. Juni 1929
  - Francesco Maria da Camporosso

- 28. Juli 1926
  - Beatrix da Silva Meneses

- Juli 1927
  - Hugo von Fosses (Kult approbiert)

- 22. Dezember 1929
  - John Ogilvie

- 25. Dezember 1929
  - Vierzig Märtyrer von England und Wales
    - John Almond
    - Edmund Arrowsmith
    - Ambrose Barlow
    - John Boste
    - Margaret Clitherow
    - Philip Evans
    - Thomas Garnet
    - Edmund Gennings
    - Richard Gwyn
    - Philip Howard, 20. Earl of Arundel
    - John Jones
    - John Kemble
    - David Lewis
    - Anne Line
    - John Lloyd
    - Henry Morse
    - Nicholas Owen
    - John Payne
    - Polydore Plasden
    - John Plessington
    - John Rigby
    - John Southworth
    - Robert Southwell
    - John Wall
    - Henry Walpole
    - Margaret Ward
    - Swithun Wells

- 8. Juni 1930
  - Paula Frassinetti

- 30. Juni 1930
  - Konrad von Parzham

- 12. Februar 1933
  - Joseph Pignatelli

- 30. April 1933
  - Maria Euphrasia Pelletier

- 7. Mai 1933
  - Vincenza Gerosa

- 14. Mai 1933
  - Gemma Galgani

- 28. Mai 1933
  - Catherine Labouré

- 28. Januar 1934
  - Märtyrer von Paraguay
    - Rogue González
    - Alfonso Rodríguez Olmedo
    - Juan de Castillo

- 25. Februar 1934
  - Antonius Maria Claret

- 13. Mai 1934
  - Johanna Elisabeth Bichier des Ages

- 6. November 1938
  - Maria Josepha Rossello

- 13. November 1938
  - Franziska Xaviera Cabrini

- 20. November 1938
  - Maria Dominica Mazzarello

## PontifikatPius’ XII.
- 18. Juni 1939
  - Émilie de Vialar

- 25. Juni 1939
  - Justinus de Jacobis

- 13. März 1940
  - Maria Crocifissa Di Rosa

- 12. Mai 1940
  - Rose Philippine Duchesne

- 19. Mai 1940
  - Joaquina de Vedruna

- 9. Juni 1940
  - Émilie de Rodat

- 16. Juni 1940
  - Ignazio da Laconi

- 7. Dezember 1941
  - Magdalena Gabriela von Canossa

- 20. Oktober 1946
  - Maria Theresia de Soubiran

- 27. Oktober 1946
  - Teresa Eustochio Verzeri

- 24. November 1946
  - 29 Märtyrer von China
    - Gregorio Grassi
    - Francesco Fogolla
    - Elia Facchini
    - Théodore Balat
    - Andreas Bauer
    - Antonio Fantosati
    - Giuseppe Maria Gambaro
    - Cesidio Giacomantonio
    - Irma Grivot
    - Maria Anna Giuliani
    - Clelia Nanetti
    - Jeanne-Marie Kerguin
    - Ann Moreau
    - Anne Dierk
    - Paula Jeuris
    - Johannes Zhang Huan
    - Patrick Dong Bodi
    - Johannes Wang Rui
    - Philip Zhang Zhihe
    - Johannes Zhang Jingguang
    - Thomas Shen Jihe
    - Simon Chen Ximan
    - Peter Wu Anbang
    - Franz Zhang Rong
    - Matthias Feng De
    - Peter Zhang Banniu
    - Jakob Yan Guodong
    - Jakob Zhao Quanxin
    - Peter Wang Erman

- 13. April 1947
  - Contardo Ferrini

- 27. April 1947
  - Maria Goretti

- 4. Mai 1947
  - Alix Le Clerc

- 8. November 1947
  - Jeanne Delanoue

- 4. April 1948
  - Pierre Romançon

- 22. Januar 1950
  - Vinzenz Pallotti

- 5. Februar 1950
  - Maria Soledad Torres Acosta

- 19. Februar 1950
  - Vicenta María López y Vicuña

- 5. März 1950
  - Dominikus Savio

- 19. März 1950
  - Paula Elisabeth Cerioli

- 1. Oktober 1950
  - Maria de Mattias

- 15. Oktober 1950
  - Anne-Marie Javouhey

- 12. November 1950
  - Margareta Bourgeoys

- 18. Februar 1951
  - Alberich Crescitelli

- 15. April 1951
  - Franziskus Antonius Fasani

- 29. April 1951
  - 25 Märtyrer von Vietnam
    - Józef María Díaz Sanjurjo
    - Melchor García Sampedro
    - Dominik Cẩm
    - Thomas Khuông
    - Dominik Hà Trọng Mậu
    - Josef Tuân
    - Andreas Tường
    - Peter Đa
    - Peter Đinh Văn Dũng
    - Dominik Huyện
    - Dominik Nguyên
    - Dominik Nguyễn Đức Mạo
    - Dominik Nhi
    - Dominik Ninh
    - Dominik Phạm Trọng Khảm
    - Dominik Toại
    - Josef Phạm Trọng Tả
    - Josef Trần Văn Tuấn
    - Josef Túc
    - Lukas Phạm Trọng Thìn
    - Paul Vũ Văn Dương
    - Peter Đinh Văn Thuần
    - Lorenz Ngôn
    - Vincent Dương
    - Vincent Tường

- 6. Mai 1951
  - Placide Viel

- 20. Mai 1951
  - Julien Maunoir

- 3. Juni 1951
  - Pius X.

- 4. November 1951
  - Thérèse Couderc

- 4. Mai 1952
  - Rosa Venerini

- 18. Mai 1952
  - Rafaela Porras y Ayllón

- 8. Juni 1952
  - Maria Bertilla Boscardin

- 22. Juni 1952
  - Antonius Maria Pucci

- 7. November 1954
  - Maria Assunta Pallotta

- 21. November 1954
  - Jean-Martin Moye

- 5. Dezember 1954
  - Placidus Riccardi

- 17. April 1955
  - 56 Märtyrer von China
    - Léon-Ignace Mangin
    - Paul Denn
    - Rémy Isoré
    - Modeste Andlauer
    - Maria Zhu-Wu
    - Peter Zhu Rixin
    - Johann Baptist Zhu Wurui
    - Maria Fu Guilin
    - Barbara Cui-Lian
    - Joseph Ma Taishun
    - Lucia Wang Cheng
    - Maria Fan Kun
    - Maria Chi Yu
    - Mary Zheng Xu
    - Mary Du-Zhao
    - Magdalene Du Fengju
    - Maria Du-Tian
    - Paul Wu Anjyu
    - Johann Baptist Wu Mantang
    - Paul Wu Wanshu
    - Raymond Li Quanzhen
    - Peter Li Quanhui
    - Peter Zhao Mingzhen
    - Johann Baptist Zhao Mingxi
    - Teresa Chen Tinjieh
    - Rosa Chen Aijieh
    - Peter Wang Zuolung
    - Maria Guo-Li
    - Joan Wu Wenyin
    - Zhang Huailu
    - Markus Ji Tianxiang
    - Anna An-Xin
    - Maria An-Guo
    - Ann An-Jiao
    - Maria An Linghua
    - Paul Liu Jinde
    - Joseph Wang Kuiju
    - Johannes Wang Kuixin
    - Teresa Zhang-He
    - Lang-Yang
    - Paul Lang Fu
    - Elisabeth Qin-Bian
    - Simon Qin Cunfu
    - Peter Liu Zeyu
    - Anna Wang
    - Joseph Wang Yumei
    - Lucia Wang-Wang
    - Andreas Wang Tianqing
    - Maria Wang-Li
    - Chi Zhuze
    - Maria Zhao-Guo
    - Rosa Zhao
    - Maria Zhao
    - Joseph Yuan Gengyin
    - Paul Ge Tingzhu
    - Rosa Fan Hui

- 29. Mai 1955
  - Marcellin Champagnat

- 19. Juni 1955
  - 14 Märtyrer von Laval
    - Jean-Baptiste du Cormier
    - Jacques André
    - André Duliou
    - Louis Gastineau
    - François Migoret
    - Julien Moule
    - Auguste-Emmanuel Philippot
    - Pierre Thomas
    - Jean-Marie Gallot
    - Joseph Pellé
    - Jean-Baptiste Triquerie
    - René-Louis Ambroise
    - Julien-François Mortin de la Girardière
    - Francis Duschesne

  - Françoise Mezière
  - Françoise Trehut
  - Jeanne Veron
  - Marie Lhuilier
  - Jacques Burin

- 7. Oktober 1956
  - Innozenz XI.

- 26. Mai 1957
  - Eugénie Smet

- 27. April 1958
  - Teresa Jornet y Ibars

## PontifikatJohannes’ XXIII.
- 26. April 1959
  - Helena Guerra

- 3. Mai 1959
  - Maria Margareta d’Youville

- 12. November 1961
  - Innozenz von Berzo

- 17. März 1963
  - Elisabeth Anna Bayley Seton

- 19. März 1963
  - Luigi Maria Palazzolo

## PontifikatPauls VI.
- 13. Oktober 1963
  - Johannes Nepomuk Neumann

- 27. Oktober 1963
  - Domenico Barberi

- 2. November 1963
  - Leonardo Murialdo

- 17. November 1963
  - Vincenzo Romano

- 1. Dezember 1963
  - Nunzio Sulprizio

- 27. Oktober 1964
  - Luigi Guanella

- 17. Oktober 1965
  - Jacques Berthieu

- 5. Dezember 1965
  - Scharbel Machluf

- 17. April 1966
  - Ignatius von Santhià

- 8. Oktober 1967
  - Maria Fortunata Viti

- 6. Oktober 1968
  - 24 Märtyrer von Korea
    - Siméon-François Berneux
    - Antoine Daveluy
    - Pierre Aumaître
    - Bernard Louis Beaulieu
    - Just de Bretenières
    - Henri Dorie
    - Martin Luc Huin
    - Josef Chang Chu-gi
    - Johann Baptist Chŏn Chang-un
    - Johannes Yi Yun-il
    - Josef Han Wŏn-sŏ
    - Markus Chŏng Ŭi-bae
    - Peter Ch'oe Hyŏng
    - Peter Son Sŏn-ji
    - Peter Yu Chŏng-nyul
    - Alexander U Se-yŏng
    - Bartholomäus Chŏng Mun-ho
    - Johann Baptist Nam Chong-sam
    - Josef Cho Yun-ho
    - Lukas Hwang Sŏk-tu
    - Peter Cho Hwa-sŏ
    - Peter Chŏng Wŏn-ji
    - Peter Yi Myŏng-sŏ
    - Thomas Son Chasuhn

- 13. Oktober 1968
  - Therese von Wüllenweber

- 27. Oktober 1968
  - Clelia Barbieri

- 17. Oktober 1971
  - Maximilian Kolbe

- 29. Oktober 1972
  - Michael Rua

- 12. November 1972
  - Augustina Pietrantoni

- 24. März 1974
  - Liborius Wagner

- 28. April 1974
  - Franziska Schervier

- 9. Februar 1975
  - Marie-Eugénie de Jésus

- 27. April 1975
  - César de Bus

- 6. Juli 1975
  - Karl Steeb

- 19. Oktober 1975
  - Eugen von Mazenod
  - Josef Freinademetz
  - Arnold Janssen
  - Maria Teresia Ledóchowska

- 1. November 1975
  - Gaspar Bertoni
  - Ezechiel Moreno y Díaz
  - Maria Droste zu Vischering
  - Vincenzo Grossi
  - Anna Michelotti

- 16. November 1975
  - Giuseppe Moscati

- 2. Mai 1976
  - Leopold Mandić

- 14. November 1976
  - Maria de Jesus Lopez Rivas

- 8. Mai 1977
  - María Rosa Molas y Vallvé

- 30. Oktober 1977
  - Miguel Febres Cordero
  - Louis-Joseph Wiaux

- 16. April 1978
  - Maria Katharina Kasper

- 7. Mai 1978
  - Maria Enrica Dominici

## PontifikatJohannes Pauls II.
(Quelle:)
- 29. April 1979
  - Jacques Desiré Laval
  - Francisco Coll

- 14. Oktober 1979
  - Enrique de Ossó y Cervelló

- 22. Juni 1980
  - José de Anchieta
  - Marie de l’Incarnation
  - Peter von Betancurt
  - François de Montmorency-Laval
  - Kateri Tekakwitha

- 26. Oktober 1980
  - Luigi Orione
  - Maria Anna Sala
  - Bartolo Longo

- 18. Februar 1981 in Manila auf den Philippinen
  - Lorenzo Ruiz
  - Domingo Ibáñez de Erquicia
  - Jacobo Kyushei Gorobioye Tomonaga
  - Jacobo Kyushei Gorobioye Tomonaga
  - Francisco Shoyemon
  - Miguel Kurobioye
  - Luke Alonso Gordà
  - Mateo Kohioe a Rosario
  - Hyacinth Jordan Ansalone
  - Thomas Hioji Rokuzayemon Nishi
  - Magdalena de Nagasaki
  - Marina de Omura
  - Anthonio González
  - Miguel de Aozaraza
  - William Courtet
  - Vincent Shiwozuka
  - Lazarus von Kyoto

- 4. Oktober 1981
  - Alain de Solminihac
  - Luigi Scrosoppi
  - Richard Pampuri
  - Maria vom heiligen Ignatius
  - Maria Repetto
  - François Shoyeman

- 23. Mai 1982
  - Petrus Donders
  - Marie Rivier
  - Marie-Rose Durocher
  - María Ángela Astorch
  - André Bessette

- 3. Oktober 1982
  - Salvatore Lilli
  - Baldji Oghlou Ohannès
  - Khodianin Oghlou Kadir
  - Kouradji Oghlou Tzeroum
  - Dimbalac Oghlou Wartavar
  - Jeremiah Oghlou Boghos
  - David Oghlou David
  - Toros Oghlou David
  - Jeanne Jugan
  - Fra Angelico

- 5. November 1982 in Sevilla
  - Ángela de la Cruz

- 25. Januar 1983
  - Maria Gabriella Sagheddu

- 15. Mai 1983
  - Aloisius Versiglia
  - Kallistus Caravario

- 20. Juni 1983 in Posen in Polen
  - Maria Ursula Ledóchowska

- 22. Juni 1983 in Krakau in Polen
  - Raphael Kalinowski
  - Albert Chmielowski

- 30. Oktober 1983
  - Giacomo Cusmano
  - Domingo Iturrate Zubero
  - Jeremias von der Walachei

- 13. November 1983
  - Mirjam von Abellin

- 19. Februar 1984
  - 99 Märtyrer von Angers
    - Guillaume Répin
    - Laurent Bâtard
    - François-Louis Chartier
    - André Fardeau
    - Jacques Laigneau de Langellerie
    - Jean-Michel Langevin
    - Jacques Ledoyen
    - Jean-Baptiste Lego
    - René Lego
    - Joseph Moreau
    - François Peltier
    - Pierre Tessier
    - Odile Baumgarten
    - Rosalie du Verdier de la Sorinière
    - Marie-Anne Vaillot
    - Pierre Delépine
    - Antoine Fournier
    - Pierre Frémond
    - Jean Ménard
    - Gabrielle Androuin
    - Perrine Androuin
    - Suzanne Androuin
    - Victoire Bauduceau Réveillère
    - Françoise Bellanger
    - Louise Bessay de la Voûte
    - Perrine Besson
    - Madeleine Blond
    - Françoise Bonneau
    - Renée Bourgeais Juret
    - Jeanne Bourigault
    - Perrine Bourigault
    - Madeleine Cady
    - Renée Cailleau Girault
    - Marie Cassin
    - Marie-Jeanne Chauvigné Rorteau
    - Simone Chauvigné Charbonneau
    - Catherine Cottenceau
    - Charlotte Davy
    - Louise-Aimée Dean de Luigné
    - Marie de la Dive du Verdier
    - Anne-Françoise de Villeneuve
    - Catherine du Verdier de la Sorinière
    - Marie-Louise du Verdier de la Sorinière
    - Marie Fasseuse
    - Renée-Marie Feillatreau
    - Marie Forestier
    - Jeanne Fouchard Chalonneau
    - Marie Gallard Queson
    - Marie Gasnier Mercier
    - Marie Gingueneau Couffard
    - Jeanne Gourdon Moreau
    - Marie Grillard
    - Renée Grillard
    - Perrine Grille
    - Jeanne Gruget Doly
    - Victoire Gusteau
    - Marie-Anne Hacher du Bois
    - Anne Hmard
    - Marie Lardeux
    - Perrine Laurent
    - Perrine Ledoyen
    - Jeanne-Marie Leduc Paquier
    - Marie Lenée Lepage Varancé
    - Marie Leroy Brevet
    - Marie Leroy
    - Charlotte Lucas
    - Renée Martin
    - Anne Maugrain
    - Françoise Michau
    - Françoise Micheneau Gillot
    - Jacqueline Monnier
    - Jeanne Onillon
    - Françoise Pagis Roulleau
    - Madeleine Perrotin Rousseau
    - Perrine Phélyppeaux Sailland
    - Marie Pichery Delahaye
    - Monique Pichery
    - Marie Piou Supiot
    - Louise Poirier Barré
    - Perrine-Renée Potier Turpault
    - Marie-Geneviève Poulain de la Forestrie
    - Marthe Poulain de la Forestrie
    - Félicité Pricet
    - Rose Quenion
    - Louise Rallier de la Tertinière Dean de Luigné
    - Renée Regault Papin
    - Marguerite Rivière Huau
    - Marguerite Robin
    - Marie Rochard
    - Marie Roger Chartier
    - Marie Roualt Bouju
    - Jeanne-Marie Sailland d'Epinatz
    - Madeleine Sailland d'Epinatz
    - Perrine-Jeanne Sailland d'Epinatz
    - Madeleine Sallé
    - Renée Seichet Dacy
    - Françoise Suhard Ménard
    - Jeanne Thomas Delaunay
    - Renée Valin
    - Giovanni Battista Albino Mazzuccon

- 11. September 1984 in Montreal in Kanada
  - Marie-Léonie Paradis

- 30. September 1984
  - Federico Albert
  - Clemente Marchisio
  - Isidore De Loor
  - Rafaela Ybarra de Vilallonga

- 25. November 1984
  - Josep Manyanet i Vives
  - Daniel Brottier
  - Elisabeth von der Dreifaltigkeit

- 1. Februar 1985 in Guayaquil in Ecuador
  - Mercedes de Jesús Molina

- 2. Februar 1985 in Arequipa in Peru
  - Ana de los Ángeles Monteagudo

- 14. April 1985
  - Pauline von Mallinckrodt
  - Maria Caterina Troiani

- 23. Juni 1985
  - Benedikt Menni
  - Peter Friedhofen

- 15. August 1985 in Zaire
  - Maria-Klementina Anuarita Nengapeta

- 22. September 1985 in Genua
  - Virginia Centurione Bracelli

- 6. Oktober 1985
  - Diego Luis de San Vitores
  - José María Rubio y Peralta
  - Francisco Gárate

- 3. November 1985
  - Titus Brandsma

- 17. November 1985
  - Pio Campidelli
  - Karolina Gerhardinger
  - Rebekka Ar Rayès

- 8. Februar 1986 in Kottayam in Indien während einer syro-malabarischen feierlichen Messe
  - Kuriakose Elias Chavara
  - Alfonsa von der Unbefleckten Empfängnis

- 4. Oktober 1986 in Lyon in Frankreich
  - Antoine Chevrier

- 19. Oktober 1986 in Florenz in Italien
  - Teresa Manetti

- 29. März 1987
  - Märtyrer von Guadalajara in Spanien
    - Jacoba Martínez García
    - Eusebia García
    - Marciana Valtierra Tordesillas
    - Marcelo Spínola y Maestre
    - Manuel Domingo y Sol

- 3. April 1987
  - Teresa de Los Andes

- 1. März 1987
  - Edith Stein

- 3. März 1987 in München
  - Rupert Mayer

- 10. März 1987
  - Andrea Carlo Ferrari
  - Louis-Zéphirin Moreau
  - Pierre-François Jamet
  - Benedetta Cambiagio Frassinello

- 10. Juni 1987 in Tarnów in Polen
  - Karolina Kózka

- 14. Juni 1987 in Warschau in Polen
  - Michał Kozal

- 28. Juni 1987
  - Jurgis Matulaitis

- 4. Oktober 1987
  - Marcel Callo
  - Antonia Mesina
  - Pierina Morosini

- 1. November 1987
  - Jules-Nicolas Rèche
  - Ulrika Nisch
  - Blandine Merten

- 22. November 1987
  - Märtyrer von England, Schottland und Wales
    - George Haydock
    - Marmaduke Bowes
    - Francis Ingleby
    - John Fingley
    - Robert Biekerdike
    - Alexander Crow
    - Edmund Sykes
    - Richard Simpson
    - William Spenser
    - Robert Hardesty
    - Nicolas Horner
    - Richard Hill
    - John Hogg
    - Richard Holiday
    - Robert Thorpe
    - Thomas Watkinson
    - Joseph Lambton
    - William Knight
    - William Gibson
    - John Bretton
    - Peter Snow
    - Ralph Grimston
    - Christopher Wharton
    - Edward Thwing
    - Thomas Palaser
    - John Talbot
    - Robert Middleton
    - Thurstan Hunt
    - Matthew Flathers
    - Thomas Atkinson
    - Nicolas Postgate
    - William Thomson
    - John Sandys
    - George Beesley
    - Edward Osbaldeston
    - Robert Nutter
    - John Thules
    - Roger Wrenno
    - Edward Bamber
    - John Woodcock
    - Thomas Whitaker
    - Hugo Taylor
    - Edward Burden
    - John Norton
    - William Southerne
    - Richard Sergeant
    - Henry Webley
    - William Lampley
    - William Carter
    - John Lowe
    - Alexander Blake
    - Robert Dibdale
    - Robert Grissold
    - Thomas Belson
    - Robert Drury
    - Nicolas Garliek
    - Robert Ludlam
    - John Adams
    - William Pike
    - Nicholas Wheeler
    - Roger Cadwallador
    - Edmund Duke
    - Roger Filcock
    - Richard Yaxley
    - Thomas Pormort
    - Stephen Rowsham
    - George Nichols
    - Robert Sutton
    - John Sugar
    - Thomas Pilcher
    - Thomas Bullaker
    - John Hambley
    - Christopher Robinson
    - Anthony Page
    - Thomas Hunt
    - Henry Heath
    - George Errington
    - Montford Sprott
    - Thomas Scott
    - Arthur Bell
    - George Douglas
    - Richard Flower
    - Humphrey Pritchard
    - William Davies
    - Charles Meehan

- 17. April 1988 in Verona, Italien
  - Giuseppe Nascimbeni
  - Giovanni Calabria

- 24. April 1988
  - Pietro Bonilli
  - Francisco Palau y Quer
  - Kaspar Stangassinger
  - Savina Petrilli

- 3. September 1988 in Turin, Italien
  - Laura Vicuña

- 15. September 1988 in Maseru, Lesotho
  - Joseph Gérard

- 25. September 1988
  - Miguel Pro
  - Giuseppe Benedetto Dusmet
  - Francesco Faà di Bruno
  - Junípero Serra
  - Frédéric Jansoone
  - Josefa Naval Girbés

- 16. Oktober 1988
  - Cesare Silvestrelli
  - Karel vom heiligen Andreas
  - Honorat Koźmiński

- 23. Oktober 1988
  - Niels Stensen

- 20. November 1988
  - Märtyrer von Äthiopien
    - Liberat Weiß
    - Samuele Marzorati
    - Michele Pio Fasoli
    - Katherine Marie Drexel

- 23. April 1989
  - Augustinermärtyrer von Japan
    - Martin Lumbreras Peralta
    - Melchior Sánchez Pérez
    - Franciszka Siedliska
    - Maria Margherita Caiani
    - Catherine de Longpré

- 30. April 1989 in Antananarivo, Madagaskar
  - Victoria Rasoamanarivo

- 2. Mai 1989 in Saint-Denis de La Réunion, Réunion
  - Jean Bernard Rousseau

- 18. Juni 1989
  - Antonio Lucci
  - Elisabetta Renzi

- 1. Oktober 1989
  - Passionistenmärtyrer von Spanien
    - Vincente Díez Tejerina
    - Manuel Pérez Jiménez
    - José María Bengoa Aranguren
    - Felipe Valcobado Granado
    - Anatolio García Nozal
    - Pedro Largo Redondo
    - Justiniano Cuesta Redondo
    - Pedro Leoz Portillo
    - Benito Solana Ruiz
    - Anacario Benito Lozal
    - Felipe Ruiz Fraile
    - Eufrasio de Celis Santos
    - Murilio Macho Rodríguez
    - Tomás Cuartero Gascón
    - José María Cuartero Gascón
    - José Estalayo García
    - José Osés Sáinz
    - Julio Mediavilla Concejero
    - Félix Ugalde Ururzun
    - José María Ruiz Martínez
    - Fulgencio Calvo Sánchez
    - Honorio Carracedo Ramos
    - Laurino Proaño Cuesta
    - Epifanio Sierra Conde
    - Abilio Ramos y Ramos
    - Zacarías Fernández Crespo

  - Lorenzo Salvi
  - Geltrude Comensoli
  - Francinaina Cirer Carbonell

- 22. Oktober 1989
  - Märtyrer von Thailand
    - Philip Siphong Onphitak
    - Agnes Phila
    - Lucia Khambang
    - Agatha Phutta
    - Cecilia Butsi
    - Bibiana Khampai
    - Maria Phon

  - Giuseppe Timoteo Giaccardo
  - Marie de Jésus Deluil-Martiny

- 31. Oktober 1989
  - Giuseppe Baldo

- 29. April 1990
  - Märtyrer von Turon
    - José Sanz Tejedor
    - Filomeno López López
    - Vilfrido Fernández Zapico
    - Claudio Bernabé Cano
    - Vicente Alonso Andrés
    - Ramón Martín Fernández
    - Héctor Valdivielso Sáez
    - Manuel Seco Gutiérrez
    - Manuel Canoura Arnau
    - Philipp Rinaldi
    - María Mercedes Prat y Prat

- 6. Mai 1990
  - Märtyrer von Mexiko
    - Cristóbal
    - Antonio
    - Juan
    - Joseph Maria de Yermo y Parres
    - Juan Diego

- 20. Mai 1990
  - Pier Giorgio Frassati

- 7. Oktober 1990
  - Giuseppe Allamano
  - Annibale Maria Di Francia

- 4. November 1990
  - Elisabetta Vendramini
  - Louise Thérèse de Montaignac
  - Maria Schininà
  - Marthe Le Bouteiller

- 21. April 1991
  - Annunciata Cocchetti
  - Marie Therese Haze
  - Chiara Bosatta

- 2. Juni 1991 in Rzeszów, Polen
  - Józef Sebastian Pelczar

- 5. Juni 1991 in Białystok, Polen
  - Bolesława Maria Lament

- 9. Juni 1991 in Warschau, Polen
  - Rafał Chyliński

- 14. Juli 1991 in Susa, Italien
  - Edoardo Giuseppe Rosaz

- 13. August 1991 in Krakau, Polen
  - Aniela Salawa

- 18. Oktober 1991 in São Paulo, Brasilien
  - Paulina vom Herzen Jesu im Todeskampf

- 27. Oktober 1991
  - Adolph Kolping

- 17. Mai 1992
  - Josemaría Escrivá
  - Josephine Bakhita

- 21. Juni 1992 in Caravaggio, Italien
  - Francois Spinelli

- 27. September 1992
  - Siebzehn Märtyrer von Irland
    - Dermot O’Hurley
    - Margaret Berrningham
    - Dominic Collins
    - Francis Taylor
    - Patrick O’Healy
    - Conar O’Rourke
    - Matthew Lambert
    - Robert Meyler
    - Edward Cheevers
    - Patrick Cavanagh
    - Maurice MacKenraghty
    - Conor O’Devany
    - Patrick O’Loughbrain
    - Peter Higgins (Märtyrer)
    - Terence Albert
    - John Kearney
    - William Tirry
    - Rafael Arnáiz Barón
    - Leonie Aviat
    - Maria Josepha vom Herzen Jesu Sancho de Guerra
    - Nazaria Ignacia March Mesa

- 25. Oktober 1992
  - Maltesermärtyrer von Spanien
    - Braulio María Díaz de Cerio Corres
    - Federico Rubio Alvarez
    - Primo Martínez Castillo
    - Geronimo Ochoa Urdangarin
    - Juan de la Cruz Delgado Pastor
    - Juan Bautista Egozcuezábal Aldaz
    - Julián Carrasquer Fos
    - Eusebio Forcades Ferraté
    - Constantino Roca Huguet
    - Benito José Labre Mañoso González
    - Vicente de Pablo Canelles Vives
    - Tomás Urdánoz Aldaz
    - Rafael Flamarique Salinas
    - Antonio Llauradó Parisi
    - Manuel López Orbara
    - Ignacio Tejero Molina
    - Enrique Beltrán Llorca
    - Domingo Pitarch Gurrea
    - Antonio Sanchiz Silvestre
    - Manuel Jiménez Salado
    - Gonzalo Gonzalo Gonzalo
    - Rúben de Jesús López Aguilar
    - Juan Bautista Velázquez Peláez
    - Eugenio Ramírez Salazar
    - Melquiades Ramírez Zuloaga
    - Esteban Maya Gutiérrez
    - Arturo Ayala Niño
    - Gaspar Páez Perdomo
    - Flavio Argüeso González
    - Francisco Arias Martín
    - Cristinos Roca Huguet
    - Proceso Ruiz Cascales
    - Eutimio Aramendía García
    - Canuto Franco Gómez
    - Dositeo Rubio Alonso
    - Cesaro Niño Pérez
    - Benjamín Cobos Celada
    - Carmelo Gil Arano
    - Cosme Brun Arará
    - Cecilio López López
    - Rufino Lasheras Aizcorbe
    - Faustino Villanueva Igual
    - Pedro de Alcántara Villanueva Larráyoz
    - Jacinto Hoyuelos Gonzalo
    - Francisco Javier Ponsa Casallach
    - Juan Antonio Burró Más
    - Acisclus Piña Piazuelo
    - Tobías Borrás Román
    - Juan Jesús Adradas Gonzalo
    - José Mora Velasco
    - Guillermo Llop Gaya
    - Clemente Díez Sahagún
    - Lázaro Múgica Goiburu
    - Martiniano Meléndez Sánchez
    - Pedro Maria Alcalde Negredo
    - Julián Plazaola Artola
    - Hilario Delgado Vilchez
    - Isidor Martínez Izquierdo
    - Pedro de Alcántara Bernalte Calzado
    - Juan Alcalde Alcalde
    - Angelo Sastre Corporales
    - Eduardo Bautista Jiménez
    - José Ruiz Cuesta
    - Diégo de Cádiz García Molina
    - Román Touceda Fernández
    - Miguel Rueda Mejías
    - Arturo Donoso Murillo
    - Jesús Gesta de Piquer
    - Antonio Martínez Gil-Leonis
    - Nicéforo Salvador del Río
    - Protacio Cubells Minguell
    - Narcisa de Jesús Martillo Morán

  - Märtyrer von Barbastro
    - Felipe de Jesús Munárriz Azcona
    - Juan Díaz Nosti
    - Leontio Pérez Ramos
    - Sebastiano Calvo Martínez
    - Pedro Cunill Padrós
    - José Pavón Bueno
    - Nicasio Sierra Ucar
    - Venceslás Maria Clarís Vilaregut
    - Gregorio Chirivás Lacambra
    - Segundo Maria Ortega García
    - Javier Aloisius Bandrés Jiménez
    - José Brengaret Pujol
    - Antonillo Maria Calvo Calvo
    - Tomás Capdevila Miró
    - Esteban Casadevall Puig
    - Eusebio Codina Millá
    - Juan Codinachs Tuneu
    - Antonio Maria Dalmau Rosich
    - Juan Echarri Vique
    - Pedro García Bernal
    - Hilarius Maria Llorente Martín
    - Raimondo Novich Rabionet
    - José Maria Ormo Seró
    - Salvatore Pigem Serra
    - Teodoro Ruiz de Larrínaga García
    - Juan Sánchez Munárriz
    - Manuel Torras Sais
    - Alfonso Miquel Garriga
    - Manuel Buil Lalueza
    - Luigi Masferrer Vila
    - José Maria Amorós Hernández
    - José Maria Badía Mateu
    - Juan Baixeras Berenguer
    - José Maria Blasco Juan
    - Rafael Briega Morales
    - Aloisio Escalé Binefa
    - José Figuero Beltrán
    - Raimondo Illa Salvía
    - Aloisio Lladó Teixidó
    - Miguel Masip González
    - Faustino Pérez García
    - Sebastiano Riera Coromina
    - Eduardo Ripoll Diego
    - José Maria Ros Florensa
    - Francisco Maria Roura Farró
    - Alfonso Sorribes Teixidó
    - Jesús Agustín Viela Ezcurdia
    - Francisco Castán Messeguer
    - Manuel Martínez Jarauta
    - Jacob Falgarona Vilanova
    - Athanasio Vidaurreta Labra

- 22. November 1992
  - Märtyrer der Revolution in Mexiko
    - Cristóbal Magallanes Jara
    - Román Adame Rosales
    - Rodrigo Aguilar Aleman
    - Julio Álvarez Mendoza
    - Luis Batis Sáinz
    - Agustín Cortés Caloca
    - Mateo Correa Megallanes
    - Atilano Cruz Alvarado
    - Miguel de la Mora de la Mora
    - Pedro Esqueda Ramírez
    - Margarito Flores García
    - José Isabel Flores Varela
    - David Galván Bermúdez
    - Salvador Lara Puente
    - Pedro de Jesús Maldonado Lucero
    - Jesús Méndez Montoya
    - Manuel Morales
    - Justino Orona Madrigal
    - Sabas Reyes Salazar
    - José María Robles Hurtado
    - David Roldán Lara
    - Toribio Romo González
    - Jenaro Sánchez Delgadillo
    - Tranquilino Ubiarco Robles
    - David Uribe Velasco
    - Maria vom Sakrament Jesu

- 20. März 1993
  - Johannes Duns Scotus
  - Dina Bélanger

- 18. April 1993
  - Stanisław Kazimierczyk (Kult approbiert)
  - Arcangelo Palmentieri
  - Paula Montal Fornés
  - Maria Angela Truszkowska
  - Maria Faustyna Kowalska

- 16. Mai 1993
  - Maurice Tornay
  - Marie-Louise Trichet
  - Kolumba Gabriel
  - Florida Cevoli

- 26. September 1993 in Asti, Italien
  - Giuseppe Marello

- 10. Oktober 1993
  - Märtyrer von Almería
    - Diego Ventaja Milán
    - Emmanuel Medina Olmos
    - Isidore Primo Rodríguez
    - Justo Zariquiegui Mendoza
    - Marciano Herrero Martínez
    - Adriano Sáinz Sáinz
    - Eusebio Alonso Uyarra
    - Benvenuto Villalón Acebrón
    - Bonifatio Rodríguez González
    - Victoria Díez Bustos de Molina
    - Pedro Poveda Castroverde
    - Ana María Rubatto Pavesio
    - Elisabetta Maria Satellico

- 24. April 1994
  - Isidore Bakanja
  - Elisabetta Canori Mora
  - Gianna Beretta Molla

- 16. Oktober 1994
  - Nicolas Roland
  - Alberto Hurtado
  - María Rafols Bruna
  - Ana Josefa Pérez Florido
  - Josefina Vannini

- 5. November 1994 in Catania, Italien
  - Magdalena Morano

- 20. November 1994
  - Hyacinthe-Marie Cormier
  - Marie Poussepin
  - Pauline Martin
  - Eugénie Joubert
  - Claudio Granzotto

- 17. Januar 1995 in Port Moresby, Papua-Neuguinea
  - Peter To Rot

- 19. Januar 1995 in Sydney, Australien
  - Mary MacKillop

- 21. Januar 1995 in Colombo, Sri Lanka
  - Joseph Vaz

- 29. Januar 1995
  - Rafael Guízar Valencia
  - Modestino
  - Genoveva Torres Morales
  - Ferdinando Santamaria

- 30. April 1995 in Trient, Italien
  - Johann Nepomuk von Tschiderer

- 7. Mai 1995
  - Agostino Roscelli
  - Laura Evangelista Alvarados Cardozo
  - Helena Stollenwerk
  - Maria Domenica Brun Barbantini
  - Giuseppina Gabriella Bonino

- 4. Juni 1995 in Brüssel, Belgien
  - Damian de Veuster

- 1. Oktober 1995
  - Märtyrer von Spanien
    - Anselmo Polanco
    - Felipe Ripoll Morata

  - Maristenmärtyrer von Ciudad Real
    - Carlos Eraña Guruceta
    - Fidel Fuidio Rodríguez
    - Jesús Hita Miranda

  - Piaristenmärtyrer von Spanien
    - Dionysio Pamplona Polo
    - Manuel Segura López
    - David Carlos
    - Faustino Oteiza Segura
    - Florentino Felipe Naya
    - Enrico Canadell Quintana
    - Matteas Cardona Meseguer
    - Francisco Carceller Galindo
    - Ignazio Casanovas Perramon
    - Carlos Navarro Miquel
    - José Ferrer Esteve
    - Juan Agramunt Riera
    - Alfredo Parte Saiz

  - Märtyrer von Rochefort
    - Jean-Baptiste Souzy
    - Antoine Banassat
    - Jean-Baptiste de Bruxelles
    - Florent Dumontet de Cardaillac
    - Jean-Baptiste Duverneuil
    - Pierre Gabilhaud
    - Louis Wulphy Huppy
    - Pierre Jarrige de la Morelie de Biars
    - Barthélémy Jarrige de la Morelie de Biars
    - Jean-François Jarrige de la Morelie de Breuil
    - Jean-Joseph Juge de Saint-Martin
    - Marcel-Gaucher Labiche de Reignefort
    - Pierre-Yrieix Labrouche de Laborderie
    - Claude-Barnabé de Laurent de Mascloux
    - Jacques Lombardie
    - André-Joseph Marchandon
    - François D'Oudinot de la Boissière
    - Raymond Petiniaud de Jourgnac
    - Jacques Retouret
    - Paul-Jean Charles
    - Augustine-Joseph Desgardin
    - Pierre-Sulpice-Christophe Faverge
    - Joseph Imbert
    - Claude-Joseph Jouffret de Bonnefont
    - Claude Laplace
    - Noël-Hilaires le Conte
    - Pierre-Joseph Legroing de la Romagère
    - Jean-Baptiste Jacques Louis Xavier Loir
    - Jean Mopinot
    - Philippe Papon
    - Nicolas Savouret
    - Jean-Baptiste Ignace Pierre Vernoy de Montjournal
    - Louis-Armand-Joseph Adam
    - Charles-Antoine-Nicolas Ancel
    - Claude Béguignot
    - Jean Bourdon
    - Louis-François Lebrun
    - Michel-Bernard Marchand
    - Pierre-Michel Noël
    - Gervaise-Protase Brunel
    - François François
    - Jacques Gagnot
    - Jean-Baptiste Guillaume
    - Jean-Georges Rehm
    - Claude Richard
    - François Hunot
    - Jean Hunot
    - Sebastian-Loup Hunot
    - Georges Edme René
    - Lazare Tiersot
    - Scipion-Jérôme Brigéat de Lambert
    - Jean-Nicolas Cordier
    - Charles-Arnaud Hanus
    - Nicolas Tabouillot
    - Antoine Auriel
    - Élie Leymarie de Laroche
    - François Mayaudon
    - Claude Dumonet
    - Jean-Baptiste Laborier du Vivier
    - Gabriel Pergaud
    - Michel-Louis Brulard
    - Charles-René Collas du Bignon
    - Jacques-Morellus Dupas
    - Jean-Baptiste Menestral
    - Pietro Casani
    - Charles Erana Guruceta

  - Märtyrer von Spanien
    - Pedro Ruiz de los Paños y Angel
    - José Sala Picó
    - Guillermo Plaza Hernández
    - Paschalo Carda Saporta
    - Recaredo Centelles Abad
    - Martínez Martínez Pascual
    - Antonio Perulles Estívil
    - Isidoro Bover Oliver
    - José Maria Peris Polo
    - Francisca Lloret Martí
    - María Orts Baldó
    - María Llimona Planas
    - Teresa Duart Roig
    - Elizabeth Ferre Sabriá
    - María Mongoche Homs
    - María Martí Local
    - María Gracia
    - Gómez Vives
    - María Jiménez Baldoví
    - María Surís Brusola
    - Ignazia Pascual Pallardó
    - María Calpe Ibáñez
    - María López García
    - Marcella Aurea Navarro
    - María Rosat Balasch
    - María Clariana
    - Vicente Vilar David

- 29. Oktober 1995
  - Maria Theresia Scherer
  - Bernarda Bütler
  - Marguerite Bays

- 17. März 1996
  - Daniel Comboni
  - Guido Maria Conforti

- 12. Mai 1996
  - Alfredo Ildefonso Schuster
  - Filippo Smaldone
  - Gennaro Maria Sarnelli
  - Cándida María de Jesús
  - Maria Raffaela Cimatti
  - María Antonia Bandrés y Elósegui

- 23. Juni 1996 in Berlin, Deutschland
  - Bernhard Lichtenberg
  - Karl Leisner

- 6. Oktober 1996
  - Märtyrer von Pratulin
    - Wincenty Lewoniuk
    - Daniel Karmasz
    - Lukasz Bojko
    - Konstanty Bojko
    - Konstanty Lukaszuk
    - Bartlomiej Osypiuk
    - Anicet Hryciuk
    - Filip Geryluk
    - Ignacy Franczuk
    - Jan Andrzejuk
    - Maksym Hawryluk
    - Onufry Wasyluk
    - Michal Wawryszuk
    - Edmund Ignatius Rice
    - María Ana Mogas Fontcuberta
    - Marcelina Darowska

- 24. November 1996
  - Otto Neururer
  - Jakob Gapp
  - Catherine Jarrige

- 4. Mai 1997
  - Florentino Asensio Barroso
  - Ceferino Giménez Malla
  - Gaetan Catanoso
  - Enrico Rebuschini
  - María Encarnación Rosal

- 6. Juni 1997 in Zakopane, Polen
  - Bernardyna Maria Jabłońska
  - Maria Karłowska

- 22. August 1997 in Paris, Frankreich
  - Friedrich Ozanam

- 22. September 1997 in Bologna, Italien
  - Bartolomeo Maria dal Monte

- 12. Oktober 1997
  - Elías del Socorro Nieves
  - Jean-Baptiste Piamarta
  - Dominic Lentini
  - Émilie d’Oultremont
  - Maria Teresa Fasce

- 9. November 1997
  - Vilmos Apor
  - Giovanni Battista Scalabrini
  - María Vicenta Chávez Orozco

- 15. März 1998
  - Vincentius Eugenio Bossilkoff
  - Brigida Morello
  - María del Monte Carmelo

- 22. März 1998 in Onitsha, Nigeria
  - Cyprian Tansi

- 10. Mai 1998
  - Maria von den Wundern Jesu
  - Elvira Moragas Cantarero
  - Nimatullah al-Hardini
  - Sieben Märtyrinnen von Madrid
    - Gabriela de Hinojosa
    - Laura Cavestany y Anduaha
    - María del Carmen Barrera y Izaguirre
    - Inés Zudaire y Galdeano
    - María Felicitas Cendoya y Arraquistain
    - Martina Olaizola y Garagarza
    - Josefa Joachima Lecuona y Aramburu

  - Märtyrer von Madrid der Barmherzigen Schwestern vom Heiligsten Herzen Jesu
    - Rita Dolores Pujalte Sánchez[4]
    - Francisca Aldea Araujo

- 23. Mai 1998 in Vercelli, Italien
  - Secondo Poll

- 24. Mai 1998 in Turin, Italien
  - Teresa Bracco
  - Jean-Marie Boccardo
  - Teresa Grillo Michel

- 21. Juni 1998 in Wien, Österreich
  - Maria Restituta Kafka
  - Jakob Franz Alexander Kern
  - Anton Maria Schwartz

- 20. September 1998 in Brescia, Italien
  - Giuseppe Antonio Tovini

- 3. Oktober 1998 in Marija Bistrica, Kroatien
  - Alojzije Stepinac

- 25. Oktober 1998
  - Zefirino Agostini
  - Frei Galvão
  - Faustino Míguez
  - Théodore Guérin

- 7. März 1999
  - Märtyrer von Spanien
    - Vincente Soler Munárriz
    - Manuel Martín Sierra
    - Julián Benigno Moreno Moreno
    - Leon Inchausti Minteguía
    - Deogracias Palcios del Río
    - José Rada Royo
    - José Ricardo Díez
    - Vincente Pinil
    - Nicolas Barré
    - Anna Schäffer

- 2. Mai 1999
  - Pater Pio

- 7. Juni 1999 in Toruń, Polen
  - Stefan Wincenty Frelichowski

- 13. Juni 1999 in Warschau, Polen
  - 108 polnische Märtyrer des deutschen Besatzungsregimes 1939–1945
    - Adam Bargielski
    - Aleksy Sobaszek
    - Alfons Maria Mazurek
    - Alicja Maria Jadwiga Kotowska
    - Alojzy Liguda
    - Anastazy Jakub Pankiewicz
    - Anicet Adalbert Kopliński
    - Antoni Beszta-Borowski
    - Antoni Julian Nowowiejski
    - Antoni Leszczewicz
    - Antoni Rewera
    - Antoni Świadek
    - Antoni Zawistowski
    - Bolesław Strzelecki
    - Bronisław Komorowski
    - Bronisław Kostkowski
    - Brunon Zembol
    - Czesław Jóźwiak
    - Dominik Jędrzejewski
    - Edward Detkens
    - Edward Grzymała
    - Edward Kaźmierski
    - Edward Klinik
    - Emil Szramek
    - Fidelis Chojnacki
    - Florian Stępniak
    - Franciszek Dachtera
    - Franciszek Drzewiecki
    - Franciszek Kęsy
    - Franciszek Rogaczewski
    - Franciszek Rosłaniec
    - Franciszek Stryjas
    - Grzegorz Frąckowiak
    - Henryk Hlebowicz
    - Henryk Kaczorowski
    - Henryk Krzysztofik
    - Hilary Januszewski
    - Jan Antonin Bajewski
    - Jan Nepomucen Chrzan
    - Jarogniew Wojciechowski
    - Jerzy Kaszyra
    - Józef Achilles Puchała
    - Józef Cebula
    - Józef Czempiel
    - Józef Innocenty Guz
    - Józef Jankowski
    - Josef Kowalski (Priester)
    - Józef Kurzawa
    - Józef Kut
    - Józef Pawłowski
    - Józef Stanek
    - Józef Straszewski
    - Józef Zapłata
    - Julia Rodzińska
    - Karol Herman Stępień
    - Katarzyna Celestyna Faron
    - Kazimierz Gostyński
    - Kazimierz Grelewski
    - Kazimierz Sykulski
    - Krystyn Gondek
    - Leon Nowakowski
    - Leon Wetmański
    - Ludwik Mzyk
    - Ludwik Pius Bartosik
    - Ludwik Roch Gietyngier
    - Maksymilian Binkiewicz
    - Marcin Oprządek
    - Maria Antonina Kratochwil
    - Bogumiła Noiszewska
    - Maria Klemensa Staszewska
    - Maria Marta Kazimiera Wołowska
    - Marian Górecki
    - Marian Konopiński
    - Marian Skrzypczak
    - Marianna Biernacka
    - Michał Czartoryski
    - Michał Oziębłowski
    - Michał Piaszczyński
    - Michał Woźniak
    - Mieczysław Bohatkiewicz
    - Mieczysława Kowalska
    - Narcyz Putz
    - Narcyz Turchan
    - Natalia Tułasiewicz
    - Piotr Bonifacy Żukowski
    - Piotr Edward Dańkowski
    - Roman Archutowski
    - Roman Sitko
    - Stanisław Kubista
    - Stanisław Kubski
    - Stanisław Mysakowski
    - Stanisław Pyrtek
    - Stanisław Kostka Starowieyski
    - Stanisław Tymoteusz Trojanowski
    - Stefan Grelewski
    - Symforian Ducki
    - Tadeusz Dulny
    - Wincenty Matuszewski
    - Władysław Błądziński
    - Władysław Demski
    - Władysław Goral
    - Władysław Maćkowiak
    - Władysław Mączkowski
    - Władysław Miegoń
    - Włodzimierz Laskowski
    - Wojciech Nierychlewski
    - Zygmunt Pisarski
    - Zygmunt Sajna
    - Regina Protmann
    - Edmund Bojanowski

- 19. September 1999 in Maribor, Slowenien
  - Anton Martin Slomšek

- 3. Oktober 1999
  - Ferdinando Maria Baccilieri
  - Eduard Poppe
  - Arcangelo Tadini
  - Mariano da Roccacasale
  - Diego Oddi
  - Giovanna A. S. Medda

- 5. März 2000
  - Protomärtyrer von Brasilien
    - André de Soveral
    - Ambrosio Francisco Ferro
    - Mateus Moreira
    - Manuell Rodrigues de Moura & Ehefrau
    - Estêvão Machado de Miranda & zwei Kinder
    - Antônio Vilela Cid
    - Antônio Vilela der Jüngere & Sohn
    - Joao Martins & sieben junge Begleiter
    - ein Sohn Francisco Dias'
    - Jean Lostau Navarro
    - José do Porto
    - Francisco de Bastos
    - Diogo Pereira
    - Vicente de Souza Pereira
    - Francisco Mendes Pereira
    - Joao da Silveira
    - Simao Correia
    - Antônio Baracho
    - Domingos Carvalho
    - Nicolas Bunkerd Kitbamrung

  - Märtyrinnen von Nowogródek
    - Adela Mardosewicz
    - Jadwiga Zak
    - Anna Kukulowicz
    - Eleanor Juzwik
    - Jozefa Chrobot
    - Helena Cierpka
    - Julia Rapieg
    - Eugenia Mackiewicz
    - Paulina Borowik
    - Leokadia Matustzewska
    - Weronika Narmontowicz

  - Pedro Calungsod
  - Andreas von Phú Yên

- 9. April 2000
  - Mariano de Jesús Euse Hoyos
  - Francesco Saverio Seelos
  - Anna Rosa Gattorno
  - Elisabeth Hesselblad
  - Mariam Thresia Chiramel Mankidiyan

- 13. Mai 2000 in Fátima, Portugal
  - Francisco Marto
  - Jacinta Marto

- 3. September 2000
  - Pius IX.
  - Johannes XXIII.
  - Tommaso Reggio
  - Guillaume-Joseph Chaminade
  - Columba Marmion

- 11. März 2001
  - Märtyrer von Valencia
    - José Aparicio Sanz
    - Fernando González Añón
    - Juan Ventura Solsona
    - José Ruiz Bruixola
    - Ramón Martí Soriano
    - Joaquín Vilanova Camallonga
    - Enrique Morant Pellicer
    - Carmelo Sastre Sastre
    - Vicente Ballester Far
    - Ramón Esteban Bou Pascual
    - Pascual Ferrer Botella
    - Enrique Juan Requena
    - Elias Carbonell Mollá
    - Juan Carbonell Mollá
    - Pascual Penadés Jornet
    - Salvador Ferrandis Seguí
    - José Toledo Pellicer
    - Fernando García Sendra
    - José García Mas
    - José María Segura Penadés
    - Salvador Estrugo Solves
    - Vicente Sicluna Hernández
    - Vicente María Izquierdo Alcón
    - José María Ferrándiz Hernández
    - Francisco Ibáñez Ibáñez
    - José González Huguet
    - José Fenollosa Alcayna
    - Félix Yuste Cava
    - Vicente Pelufo Corts
    - José Canet Giner
    - Francisco Sendra Ivars
    - Diego Llorca Llopis
    - Alfonso Sebastiá Viñals
    - Germán Gozalbo Andreu
    - Gonzalo Viñes Masip
    - Vicente Rubiols Castelló
    - Antonio Silvestre Moya
    - Amalia Abad Casasempere
    - Ana María Aranda Riera
    - Florencia Caerols Martínez
    - María Climet Mateu
    - Társila Córdoba Belda
    - Francisca Cualladó Baixauli
    - María Teresa Ferragut Roig
    - Luisa María Frías Cañizares
    - Encarnación Gil Valls
    - María Jordá Botella
    - Herminia Martínez Amigó
    - María Luisa Montesinos Orduña
    - Josefina Moscardó Montalvá
    - María del Olvido Noguera Albelda
    - Crescencia Valls Espí
    - María de la Purificación Vidal Pastor
    - María del Carmen Viel Ferrando
    - Pilar Villalonga Villalba
    - Sofía Ximénez Ximénez
    - Rafael Alonso Gutiérrez
    - Marino Blanes Giner
    - José María Corbín Ferrer
    - Carlos Díaz Gandía
    - Salvador Enguix Garés
    - Ismael Escrihuela Esteve
    - Juan Bautista Faubel Cano
    - José Ramón Ferragud Girbés
    - Vicente Galbis Gironés
    - Juan Gonga Martínez
    - Carlos López Vidal
    - José Medes Ferrís
    - Pablo Meléndez Gonzalo
    - José Perpiñá Nacher
    - Arturo Ros Montalt
    - Pascual Torres Lloret
    - Manuel Torró García
    - José María Zabal Blasco
    - Jacinto Ignacio Serrano López
    - Luís Urbano Lanaspa
    - Constantino Fernández Alvarez
    - Rafael Pardo Molina
    - Lucio Martínez Mancebo
    - Antonio Manuel López Conceiro
    - Felicísimo Díez González
    - Saturio Rey Robles
    - Tirso Manrique Melero
    - Gumersindo Soto Barros
    - Lamberto María Navascués y Juan
    - José María Muro Sanmiguel
    - Joaquín Prats Baltueña
    - Francisco Calvo Burillo
    - Francisco María Monzón Romeo
    - Ramón Peiró Victori
    - José María Vidal Seguí
    - Felipe Santiago Meseguer Burillo
    - Manuel Albert Ginés
    - Zósimo Izquierdo Gil
    - Pascual Fortuño Almela
    - Plácido García Gilabert
    - Alfredo Pellicer Muñoz
    - Salvador Mollar Ventura
    - Modesto Vegas Vegas
    - Dioniso Vicente Ramos
    - Francisco Remón Játiva
    - Alfonso López López
    - Miguel Remón Salvador
    - Pedro Rivera Rivera
    - José Ample Alcaide
    - Luis Valls Matamales
    - Alejandro Más Ginestar
    - José Ferrer Adell
    - Modesto García Martí
    - Jorge María Garrigues Hernández
    - Julio Esteve Flors
    - Santiago Mestre Iborra
    - Enrique García Beltrán
    - Mariano Climent Sanchis
    - José Bleda Grau
    - Pedro Salcedo Puchades
    - Mariá Vicenta Masiá Ferragud
    - Mariá Joaquina Masiá Ferragud
    - Mariá Felicidad Masiá Ferragud
    - Isabel Calduch Rovira
    - Milagro Ortells Gimeno
    - Josefa de la Purificación Masiá Ferragud
    - Tomás Sitjar Fortiá
    - Constantino Carbonell Sempere
    - Pedro Gelabert Amer
    - Ramón Grimaltos Monllor
    - Pablo Bori Puig
    - Vicente Sales Genovés
    - José Tarrats Comaposada
    - Darío Hernández Morató
    - Narciso Basté Basté
    - Alfredo Simón Colomina
    - Juan Bautista Ferreres Boluda
    - Luis Campos Górriz
    - José Calasanz Marqués
    - Jaime Buch Canals
    - Juan Martorell Soria
    - Pablo Mesonero Rodríguez
    - Antonio Martín Hernández
    - Recaredo de los Ríos Fabregat
    - Julián Rodríguez Sánchez
    - José Giménez López
    - Agustín García Calvo
    - José Otín Aquilué
    - Alvaro Sanjuán Canet
    - Francisco Bandrés Sánchez
    - Sergio Cid Pazo
    - José Batalla Parramón
    - José Rabasa Ventanach
    - Gil Rodicio Rodicio
    - Ángel Ramos Velázquez
    - Felipe Hernández Martínez
    - Zacarías Abadía Buesa
    - Jaime Ortiz Alzueta
    - Javier Bordás Piferrer
    - Fèlix Vivet i Trabal
    - Miguel Domingo Cendra
    - José Caselles Moncho
    - José Castell Camps
    - José Bonet Nadal
    - Jaime Bonet Nadal
    - Alejandro Planas Saurí
    - Eliseo García García
    - Julio Junyer Padern
    - María del Carmen Moreno Benítez
    - María Amparo Carbonell Muñoz
    - Vicente Cabanes Badenas
    - José Arahal de Miguel
    - Salvador Chuliá Ferrandis
    - Manuel Ferrer Jordá
    - Crescencio García Pobo
    - Vicente Gay Zarzo
    - Urbano Gil Sáez
    - Agustín Hurtado Soler
    - Vicente Jaunzarás Gómez
    - Salvador Ferrer Cardet
    - Manuel Legua Martí
    - Justo Lerma Martínez
    - José María López Mora
    - José Llosá Balaguer
    - Pablo Martínez Robles
    - Florentín Pérez Romero
    - José María Sánchis Mompó
    - Francisco Tomás Serer
    - Timoteo Valero Pérez
    - Carmen García Moyón
    - Mariano Juan María de la Cruz García Mendez
    - Leonardo Olivera Buera
    - Pedro Lorente Vicente
    - Álvaro Ibáñez Lázaro
    - Andrés Zorraquino Herrero
    - Julián Torrijo Sánchez
    - Francisco Lahoz Moliner
    - Elvira Torrentallé Paraire
    - Rosa Pedret Rull de Nuestra Señora del Buen Consejo
    - María Calaf Miracle de Nuestra Señora de la Providencia
    - Francisca de Amézua Ibaibarriaga de Santa Teresa
    - María Desamparados Giner Líster del Santísimo Sacramento
    - Teresa Chambó Palés de la Divina Pastora
    - Agueda Hernández Amorós de Nuestra Señora de las Virtudes
    - María Dolores Vidal Cervera de San Francisco Javier
    - María de las Nieves Crespo López de la Santísima Trinidad
    - Ascensión Lloret Marco de San José de Calasanz
    - María de la Purificación Ximénez Ximénez de San José
    - María Josefa del Río Messa de Santa Sofia
    - Niceta Plaja Xifra de San Prudencia
    - Paula Isla Alonso de Santa Anastasia
    - Antonia Gosens Sáez de Ibarra de San Timoteo
    - Daría Campillo Paniagua de Santa Sofia
    - Erundina Colino Vega de Nuestra Señora del Carmen
    - Consuelo Cuñado González del Santísimo Sacramento
    - Concepción Odriozola Zabalia de San Ignacio
    - Feliciana de Uribe Orbe de Nustra Señore del Carmen
    - Concepción Rodríguez Fernández de Santa Magdalena
    - Justa Maiza Goicoechea de la Inmaculada
    - Clara Ezcurra Urrutia de Nuestra Señora de la Esperanza
    - Cándida Cayuso González de Nustra Señora de los Ángeles
    - María Guadalupe Ricart Olmos
    - María Baldillou Bullit
    - Pascuala Presentación Gallén Martí
    - María Luisa Girón Romera
    - Nazaria Gómez Lezáun
    - Antonia Riva Mestres
    - María de Encarnaciún de la Yglesia de Varo
    - Dolores Aguilar-Mella Díaz
    - Consuelo Aguilar-Mella Díaz
    - María Patrocinio Giner Gómis de San Juan
    - Josefa de San Juan Ruano García
    - Dolores de Santa Eulalia Puig Bonany
    - Victoria Quintana Argos
    - María Fenollosa Alcaina
    - Manuela Fernández Ibero
    - Francisco de Paula Castelló y Aleu

- 29. April 2001
  - Manuel González García
  - Esther Blondin
  - Caterina Volpicelli
  - Caterina Cittadini
  - Carlos Manuel Cecilio Rodríguez Santiago

- 9. Mai 2001 in Floriana, Malta
  - Giorgio Preca
  - Ignatius Falzon
  - Maria Adeodata Pisani

- 26. Juni 2001 in Lemberg, Ukraine
  - Józef Bilczewski
  - Sigismund Gorazdowski

- 27. Juni 2001 in Lemberg, Ukraine
  - Fünfundzwanzig Selige der griechisch-katholischen Kirche der Ukrainer
    - Mykolay Charnetskyi
    - Leonid Feodorow
    - Mykola Conrad
    - Volodomyr Pryjma
    - Andriy Ishchak
    - Severian Baranyk
    - Joachim Senkivskyi
    - Zenobius Kovalyk
    - Tarsykia Matskiv
    - Hryhory Khomyshyn
    - Vitaliy Bairak
    - Josaphat Kotsylovsky
    - Nicetas Budka
    - Roman Lysko
    - Hryhory Lakota
    - Clement Sheptytsky
    - Mykola Tsehelskyi
    - Olympia Olga Bida
    - Ivan Ziatysk
    - Laurentia Herasymiv
    - Petro Verhun
    - Oleksiy Zarytskyi
    - Simeon Lukach
    - Vasyl Velychkovsky
    - Ivan Sleziuk
    - Theodore Romscha
    - Omeljan Kowtsch
    - Josaphata Hordashevska

- 7. Oktober 2001
  - Ignatius Maloyan
  - Nikolaus Groß
  - Alfonso Maria Fusco
  - Tommaso Maria Fusco
  - Émilie Gamelin
  - Eugenia Picco
  - Euthymia Üffing

- 21. Oktober 2001
  - Luigi Beltrame Quattrocchi und Maria Corsini

- 4. November 2001
  - Pavol Peter Gojdič
  - Metod Dominik Trčka
  - Giovanni Antonio Farina
  - Bartolomeu Fernandes dos Mártires
  - Luigi Tezza
  - Paolo Manna
  - Gaetana Sterni
  - María Pilar Izquierdo Albero

- 14. April 2002
  - Gaetano Errico
  - Lodovico Pavoni
  - Luigi Variara
  - Eugenia Cabanillas Sánchez
  - Artemide Zatti
  - Maria Romero Meneses

- 26. Mai 2002 in Plovdiv, Bulgarien
  - Kamen Vicev
  - Pavel Dzjidzjov
  - Josaphat Siskov
  - Juan Bautista Egozcuezábal Aldaz
  - Jacinto de los Angeles
  - Zygmunt Szczęsny Feliński
  - Jan Balicki
  - Jan Beyzym
  - Santia Szymkowiak

- 1. August 2002 in Mexiko-Stadt, Mexiko
  - Märtyrer von Oaxaca
    - Juan Bautista
    - Jacinto de los Ángeles

- 18. August 2002 in Krakau, Polen
  - Zygmunt Szczęsny Feliński
  - Jan Balicki
  - Jan Beyzym
  - Sancja Szymkowiak

- 20. Oktober 2002
  - Märtyrer von Uganda
    - Daudi Okelo
    - Jildo Irwa
    - Andrea Giacinto Longhin
    - Marc-Antoine Durando
    - Hélène Marie Philippine de Neuville Chappotin
    - Elisa Angela Meneguzzi

- 23. März 2003
  - Pierre Bonhomme
  - María Dolores Rodríguez Sopeña
  - Charitas Brader
  - Juana María Condesa Lluch
  - Ladislaus Batthyány-Strattmann

- 27. April 2003
  - Giacomo Alberione
  - Marco d’Aviano
  - Maria Cristina Brando
  - Eugenia Ravasco
  - Maria Domenica Mantovani
  - Giulia Salzano

- 6. Juni 2003 in Dubrovnik, Kroatien
  - Marija Petković

- 22. Juni 2003 in Banja Luka, Bosnien-Herzegowina
  - Ivan Merz

- 14. September 2003 in Bratislava, Slowakei
  - Vasiľ Hopko
  - Zdenka Schelingová

- 19. Oktober 2003
  - Mutter Teresa

- 9. November 2003
  - Juan Nepomuceno Zegrí y Moreno
  - Valentin Paquay
  - Luis María Monti
  - Bonifacia Rodríguez Castro
  - Rosalie Rendu

- 21. März 2004
  - Luigi Talamoni
  - Matilde Téllez Robles
  - Tomasa Ortiz Real
  - Maria Barba

- 25. April 2004
  - August Czartoryski
  - Laura di Santa da Siena
  - María Guadalupe García Zavala
  - Giulia Valle
  - Eusebia Palomino Yenes
  - Alexandrina Maria da Costa

- 5. September 2004 in Loreto, Italien
  - Pere Tarrés i Claret
  - Albert Marvelli
  - Pina Suriano

- 3. Oktober 2004
  - Pierre Vigne
  - Marie-Joseph Cassant
  - Anna Katharina Emmerick
  - María Ludovica de Angelis
  - Karl von Österreich

## PontifikatBenedikts XVI.
- 14. Mai 2005 durch José Saraiva Martins im Petersdom, Vatikanstadt
  - Marianne Cope
  - Ascensión del Corazón de Jesús

- 19. Juni 2005 durch Józef Glemp auf dem Piłsudski-Platz in Warschau, Polen
  - Ignatius Kłopotowski
  - Władysław Findysz
  - Bronisław Markiewicz

- 9. Oktober 2005 durch José Saraiva Martins im Petersdom, Vatikanstadt
  - Clemens August Graf von Galen

- 29. Oktober 2005 durch José Saraiva Martins im Petersdom, Vatikanstadt
  - Märtyrer von Spanien
    - Josep Tàpies i Sirvant
    - Pascual Araguàs i Guàrdia
    - Silvestre Arnau i Pasqüet
    - Josep Boher i Foix
    - Francesc Castells i Brenuy
    - Pere Martret i Moles
    - Josep-Joan Perot i Juanmartí
    - María De Los Ángeles Ginard Martí

- 6. November 2005 durch José Saraiva Martins in Kathedrale Santa Maria Annunziata, Vicenza, Italien
  - Eurosia Fabris

- 13. November 2005 durch José Saraiva Martins im Petersdom, Vatikanstadt
  - Charles de Foucauld
  - Maria Pia Mastena
  - Maria Crocifissa Curcio

- 20. November 2005 durch José Saraiva Martins im Estadio Jalisco, Guadalajara, Mexiko
  - José Trinidad Rangel
  - Andrés Solá Molist
  - Leonardo Pérez
  - Ángel Darío Acosta Zurita
  - José Sánchez del Río
  - Märtyrer von Mexiko
    - Anacleto González Flores
    - José Dionisio Luis Padilla Gómez
    - Jorge Vargas González
    - Ramón Vargas González
    - José Luciano Ezequiel Huerta Gutiérrez
    - Salvador Huerta Gutiérrez
    - Miguel Gómez Loza
    - Luis Magaña Servín

- 18. März 2006 durch Francesco Cacucci in der Kathedrale San Sabino, Bari, Italien
  - Elia di San Clemente

- 30. April 2006 durch Varkey Vithayathil in der Church of St. Augustine, Ramapuram, Palai, Indien
  - Thevarparampil Kunjachan

- 30. April 2006 durch Dionigi Tettamanzi im Mailänder Dom, Mailand, Italien
  - Luigi Biraghi
  - Luigi Monza

- 13. Mai 2006 durch José Saraiva Martins in der Christoffelkathedraal, Roermond, Niederlande
  - Maria Tauscher

- 14. Mai 2006 durch José Saraiva Martins in der Kathedrale von Neapel, Neapel, Italien
  - Maria vom Leiden unseres Herrn Jesus Christus

- 28. Mai 2006 durch José Saraiva Martins in der Sé de Viseu, Viseu, Portugal
  - Rita Lopes de Almeida

- 15. Juni 2006 durch José Saraiva Martins im Estádio Governador Magalhães Pinto, Belo Horizonte, Brasilien
  - Eustáquio van Lieshout

- 17. September 2006 durch Péter Erdő in der St.-Stephans-Basilika, Budapest, Ungarn
  - Sára Salkaházi

- 17. September 2006 durch Giulio Sanguineti in der Kathedrale von Brescia, Brescia, Italien
  - Mosè Tovini

- 8. Oktober 2006 durch José Saraiva Martins im Anfiteatro Romano, Fiesole, Italien
  - Mosè Tovini

- 22. Oktober 2006 durch Friedrich Wetter im Speyerer Dom, Speyer, Deutschland
  - Paul Josef Nardini

- 22. Oktober 2006 durch José Saraiva Martins in der Catedral de Santiago Apóstol, Bilbao, Spanien
  - Margarita María López de Maturana

- 5. November 2006 durch José Saraiva Martins in der Catedral da Sé, São Paulo, Brasilien
  - Mariano de la Mata

- 3. Dezember 2006 durch Varkey Vithayathil in der St. Anthony’s Forane Church, Ollur (Trichur), Indien
  - Euphrasia vom Heiligsten Herzen Jesu

- 14. April 2007 durch José Saraiva Martins in der Chiesa del Santo Volto, Turin, Italien
  - Luigi Boccardo

- 15. April 2007 durch José Saraiva Martins in der Concattedrale di Maria Santissima Assunta, Castellammare di Stabia, Italien
  - Costanza Starace

- 21. April 2007 durch Salvatore De Giorgi in der Kathedrale von Palermo, Palermo, Italien
  - Francesco Spoto

- 29. April 2007 durch José Saraiva Martins in dem Tempio Malatestiano, Rimini, Italien
  - Bruna Pellesi

- 6. Mai 2007 durch José Saraiva Martins auf dem Messegelände, Antequera, Málaga, Spanien
  - María del Carmen González Ramos García Prieto

- 27. Mai 2007 durch José Saraiva Martins in der Cattedrale dei Santi Florido e Amanzio, Città di Castello, Italien
  - Carlo Liviero

- 15. September 2007 durch José Saraiva Martins im Centre Antares, Le Mans, Frankreich
  - Basile-Antonie Marie Moreau

- 16. September 2007 durch Tarcisio Bertone in der Basilika der Muttergottes von Licheń, Licheń Stary, Polen
  - Stanislaus Papczyński

- 16. September 2007 durch José Saraiva Martins in der Kathedrale von Bordeaux, Bordeaux, Frankreich
  - Jeanne-Germaine Castang

- 30. September 2007 durch José Saraiva Martins in der St. Jakobus Kirche, Nysa, Polen
  - Maria Merkert

- 20. Oktober 2007 durch José Saraiva Martins auf dem Domplatz von Tubarão, Brasilien
  - Albertina Berkenbrock

- 21. Oktober 2007 durch José Saraiva Martins im Parque Municipal de Exposições, Frederico Westphalen, Brasilien
  - Emmanuel Gómez González
  - Adilio Daronch

- 26. Oktober 2007 durch José Saraiva Martins im Mariä-Empfängnis-Dom, Linz, Österreich
  - Franz Jägerstätter

- 27. Oktober 2007 durch José Saraiva Martins in der Lateranbasilika, Rom, Italien
  - Celina Borzęcka

- 28. Oktober 2007 durch José Saraiva Martins auf dem Petersplatz, Vatikanstadt
  - 498 Märtyrer von Spanien
    - Cruz Laplana y Laguna

- 11. November 2007 durch Tarcisio Bertone in Chimpay nel Río Negro, Viedma, Argentinien
  - Ceferino Namuncurá

- 18. November 2007 durch José Saraiva Martins in Palazzetto dello Sport, Novara, Italien
  - Antonio Rosmini

- 2. Dezember 2007 durch José Saraiva Martins im Estádio Manoel Barradas, Salvador da Bahia, Brasilien
  - Lindalva Justo de Oliveira

- 3. Februar 2008 durch José Saraiva Martins im Santuario di Nostra Signora di Bonaria, Cagliari, Italien
  - Giuseppina Nicoli

- 30. März 2008 durch José Saraiva Martins in der Kathedrale von Florenz, Florenz, Italien
  - Maria Anna Donati

- 27. April 2008 durch José Saraiva Martins im Estadio Olímpico de la Universidad Central de Venezuela, Caracas, Venezuela
  - Susana Paz Castillo Ramírez

- 3. Mai 2008 durch José Saraiva Martins in der Lateranbasilika, Rom, Italien
  - Caterina Sordini

- 4. Mai 2008 durch Joachim Meisner im Trierer Dom, Trier, Deutschland
  - Rosa Flesch

- 24. Mai 2008 durch Tarcisio Bertone in der Nähe des Erzbischofsresidenz, Lemberg, Ukraine
  - Marta Wiecka

- 1. Juni 2008 durch Crescenzio Sepe in Kathedrale von Neapel, Neapel, Italien
  - Maria Giuseppina Catanea

- 22. Juni 2008 durch José Saraiva Martins in Beirut, Libanon
  - Jakob von Ghazir

- 29. Juni 2008 durch José Saraiva Martins in Tegelen, Steyl, Niederlande
  - Hendrina Stenmanns

- 21. September 2008 durch Angelo Amato in der Sporthalle, Verona, Italien
  - Vincenza Maria Poloni

- 28. September 2008 durch Angelo Amato auf dem Platz vor dem Sanktuarium Miłosierdzia Bożego, Białystok, Polen
  - Michał Sopoćko

- 4. Oktober 2008 durch José Saraiva Martins in der Kathedrale Sant’Ambrogio, Vigevano, Italien
  - Francesco Pianzola

- 4. Oktober 2008 durch Angelo Amato in der Kathedrale von Triest, Triest, Italien
  - Francesco Giovanni Bonifacio

- 19. Oktober 2008 durch José Saraiva Martins in der Basilika Sainte-Thérèse, Lisieux, Frankreich
  - Louis Martin
  - Marie-Zélie Guerin Martin

- 24. November 2008 durch Peter Seiichi Shirayanagi in dem Big-N Baseball Stadium, Nagasaki, Japan
  - 188 Märtyrer von Nagasaki

- 29. November 2008 durch José Saraiva Martins in La Caridad, Camagüey, Kuba
  - José Olallo Valdés

- 5. Juli 2009 durch Angelo Amato im Parc Goujarde, Castres, Frankreich
  - Jeanne Émilie de Villeneuve

- 4. Oktober 2009 durch Angelo Amato im Regensburger Dom, Regensburg, Deutschland
  - Eustachius Kugler

- 18. Oktober 2009 durch Angelo Amato in der Kathedrale von Toledo, Toledo, Spanien
  - Ciriaco Sancha y Hervás

- 25. Oktober 2009 durch Dionigi Tettamanzi auf dem Domplatz, Mailand, Italien
  - Carlo Gnocchi

- 31. Oktober 2009 durch Péter Erdő in der Sankt-Adalbert-Kathedrale, Esztergom, Ungarn
  - Zoltán Lajos Meszlényi

- 22. November 2009 durch Angelo Amato in der Verkündigungsbasilika, Nazareth, Israel
  - Maria Alfonsina Ghattas

- 23. Januar 2010 durch Lluís Martínez Sistach in Santa Maria de Mataró, Mataró, Spanien
  - Josep Samsó i Elias

- 18. April 2010 durch Angelo Amato in der Kathedrale von Valladolid, Valladolid, Spanien
  - Bernardo de Hoyos

- 25. April 2010 durch Lluís Martínez Sistach in Santa Maria del Mar, Barcelona, Spanien
  - José Tous y Soler

- 22. Mai 2010 durch Angelo Amato in Santa Maria delle Grazie, Benevento, Italien
  - Teresa Manganiello

- 30. Mai 2010 durch Angelo Amato in Santa Maria Maggiore, Rom, Italien
  - Pierina De Micheli

- 6. Juni 2010 durch Angelo Amato auf dem Piłsudski-Platz, Warschau, Polen
  - Jerzy Popiełuszko

- 12. Juni 2010 durch Angelo Amato in Eriazos de la Virgen, Linares, Spanien
  - Manuel Lozano Garrido

- 13. Juni 2010 durch Angelo Amato in Celje, Slowenien
  - Lojze Grozde

- 27. Juni 2010 durch Angelo Amato in Kfifan, Libanon
  - Estéfan Nehmé

- 12. September 2010 durch Angelo Amato in Armilla, Spanien
  - Francisco Sánchez Márquez

- 18. September 2010 durch Angelo Amato in Sevilla, Spanien
  - María Isabel Salvat y Romero

- 19. September 2010 durch Benedikt XVI. in Birmingham, England
  - John Henry Newman

- 25. September 2010 durch Angelo Amato im Santuario della Madonna del Divino Amore, Rom, Italien
  - Chiara Badano

- 3. Oktober 2010 durch Angelo Amato im Dom von Parma, Parma, Italien
  - Anna Maria Adorni

- 30. Oktober 2010 durch Angelo Amato in Kathedrale St. Mariä Himmelfahrt, Oradea, Rumänien
  - Szilárd Ignác Bogdánffy

- 6. November 2010 durch Angelo Amato im Gigantinho-Stadion, Porto Alegre, Brasilien
  - Barbara Maix

- 1. Mai 2011 durch Benedikt XVI. auf dem Petersplatz, Vatikanstadt
  - Johannes Paul II.

- 7. Mai 2011 durch Angelo Amato in Pianura, Neapel, Italien
  - Giustino Maria Russolillo

- 15. Mai 2011 durch Angelo Amato im Würzburger Dom, Würzburg, Deutschland
  - Georg Häfner

- 21. Mai 2011 durch Angelo Amato im Estádio do Restelo, Lissabon, Portugal
  - Maria Klara vom Kinde Jesus

- 22. Mai 2011 durch Geraldo Majella Agnelo im Parque de Exposição, Salvador da Bahia, Brasilien
  - Irmã Dulce

- 28. Mai 2011 durch Angelo Amato auf dem Campo Sportivo, Faicchio, Benevento, Italien
  - Maria Serafina del Sacro Cuore

- 5. Juni 2011 durch Angelo Amato in der Catedral de Santa María de la Asunción, El Burgo de Osma-Ciudad de Osma, Spanien
  - Juan de Palafox y Mendoza

- 13. Juni 2011 durch Angelo Amato in der Katholischen Hofkirche, Dresden, Deutschland
  - Alois Andritzki

- 19. Juni 2011 durch Angelo Amato in Arènes, Dax, Frankreich
  - Marguerite Rutan

- 25. Juni 2011 durch Angelo Amato in der Propsteikirche Herz Jesu, Lübeck, Deutschland
  - Lübecker Märtyrer
    - Johannes Prassek
    - Eduard Müller
    - Hermann Lange

- 26. Juni 2011 durch Angelo Amato im Mailänder Dom, Mailand, Italien
  - Serafino Morazzone
  - Clemente Vismara
  - Enrichetta Alfieri

- 3. Juli 2011 durch Angelo Amato in Satu Mare, Rumänien
  - János Scheffler

- 14. September 2011 durch Angelo Amato in Cosenza, Italien
  - Elena Aiello

- 24. September 2011 durch Angelo Amato in der Olympiahalle Zetra, Sarajevo, Bosnien-Herzegowina
  - Märtyrer von Bosnien-Herzegowina
    - Maria Jula Ivanišević
    - Kata Ivanišević
    - Jožefa Bojanc
    - Jožefa Fabjan
    - Terezija Banja

- 2. Oktober 2011 durch Angelo Amato in Ivrea, Italien
  - Antonia Maria Verna

- 8. Oktober 2011 durch Angelo Amato in Santa Maria de la Seu d’Urgell, La Seu d’Urgell, Spanien
  - Ana María Janer Anglarill

- 13. November 2011 durch Angelo Amato in der Stadtpfarrkirche St. Martin, Dornbirn, Österreich
  - Carl Lampert

- 17. Dezember 2011 in der Kathedrale von Madrid, Madrid, Spanien
  - 22 spanische Märtyrer der Oblaten
    - Cecilio Vega Domínguez
    - Juan Pedro Cotillo Fernández
    - Gregorio Escobar García
    - Juan José Caballero Rodríguez
    - Vicente Blanco Guadilla
    - Francisco Esteban Lacal
    - Marcelino Sánchez Fernández
    - Ángel Francisco Bocos Hernández
    - Pascual Aláez Medina
    - Justo Gil Pardo
    - Juan Antonio Pérez Mayo
    - Manuel Gutiérrez Martín
    - Justo González Lorente
    - Publio Rodríguez Moslares

- 29. Januar 2012 durch Angelo Amato im Stephansdom, Wien, Österreich
  - Hildegard Burjan

- 21. April 2012 durch Angelo Amato in der Basílica de Santa María de Guadalupe, Tepeyac, Mexiko
  - Maria Inés Teresa Arias Espinosa

- 29. April 2012 durch Salvatore De Giorgi in Sankt Paul vor den Mauern, Rom, Italien
  - Giuseppe Toniolo

- 29. April 2012 durch Angelo Amato in der Kathedrale von Coutances, Coutances, Frankreich
  - Pierre-Adrien Toulorge

- 27. Mai 2012 durch Angelo Amato auf der Espalanade Port, Vannes, Département Morbihan, Frankreich
  - Marie-Louise-Élisabeth de Lamoignon

- 3. Juni 2012 durch Angelo Amato in Parc des expositions Micropolis, Besançon, Frankreich
  - Jean-Joseph Lataste

- 17. Juni 2012 durch Angelo Amato auf der Piazza della Bottata, Nepi, Italien
  - Cecilia Eusepi

- 24. Juni 2012 durch Angelo Amato in der Terme Tufaro, Contursi Terme, Italien
  - Mariano Arciero

- 22. September 2012 durch Angelo Amato in der Kathedrale von Troyes, Troyes, Frankreich
  - Louis Brisson

- 29. September 2012 durch Angelo Amato in der Kathedrale von Acireale, Acireale, Italien
  - Gabriele Maria Allegra

- 13. Oktober 2012 durch Angelo Amato im Veitsdom, Prag, Tschechien
  - 14 Märtyrer von Maria Schnee
    - Bedřich Bachstein
    - Jan Martinez
    - Šimon
    - Bartoloměj Dalmasoni
    - Jeroným hrabě z Arese
    - Kašpar Daverio
    - Jakub
    - Klement
    - Krištof Zeld
    - Didak Jan
    - Jan Rode
    - Emmanuel
    - Jan
    - Antonín

- 10. November 2012 durch Angelo Amato in Santa Maria Assunta, Spoleto, Italien
  - Maria Luisa Prosperi

- 17. November 2012 durch Angelo Amato im Circuito El Panorámico, Pergamino, Buenos Aires, Argentinien
  - María Crescencia Pérez

- 24. November 2012 durch Angelo Amato im Coliseo La Loma, Macas, Morona Santiago, Ecuador
  - Maria Troncatti

- 2. Dezember 2012 durch Angelo Amato auf dem Carmel Higher Secondary School Campus, Nagercoil, Kottar, Indien
  - Devasahayam Pillai

## PontifikatFranziskus’
- 7. April 2013 durch Angelo Amato in der Mezquita-Catedral de Córdoba, Córdoba
  - Cristóbal of Saint Catherine Fernández de Valladolid

- 13. April 2013 durch Angelo Amato im Markusdom, Venedig
  - Luca Passi

- 21. April 2013 durch Angelo Amato in Sondrio
  - Nicolò Rusca

- 4. Mai 2013 durch Angelo Amato im Santuário Nossa Senhora da Conceição, Baependi
  - Francisca de Paula de Jesus

- 11. Mai 2013 durch Tarcisio Bertone in Sankt Paul vor den Mauern, Rom
  - Luigi Novarese

- 25. Mai 2013 durch Paolo Romeo und Salvatore De Giorgi im Foro Italico, Palermo
  - Giuseppe Puglisi

- 9. Juni 2013 durch Angelo Amato im Heiligtum der Göttlichen Barmherzigkeit, Krakau
  - Zofia Czeska-Maciejowska
  - Małgorzata Łucja Szewczyk

- 15. Juni 2013 durch Angelo Amato in Santa Maria Assunta in Carpi, Carpi
  - Odoardo Focherini

- 31. August 2013 durch Angelo Amato im Complexul Expozițional ROMEXPO, Bukarest
  - Vladimir Ghika

- 2. September 2013 durch Angelo Amato in Maria Santissima Assunta, Santa Lucia del Mela
  - Antonius Franco

- 7. September 2013 durch Angelo Amato auf der Piazza XX settembre, Rovigo
  - Maria Bolognesi

- 14. September 2013 durch Angelo Amato in Villa Cura Brochero, Córdoba
  - José Gabriel del Rosario Brochero

- 21. September 2013 durch Angelo Amato in der Kathedrale von Bergamo, Bergamo
  - Thomas von Olera

- 28. September 2013 durch Angelo Amato im Amphitheater Pula, Pula
  - Miroslav Bulešić

- 5. Oktober 2013 durch Angelo Amato auf der Piazza Grande, Modena
  - Rolando Rivi

- 13. Oktober 2013 durch Angelo Amato im Complex Educatiu, Tarragona
  - 522 spanische Märtyrer des spanischen Bürgerkrieges

- 19. Oktober 2013 durch Angelo Amato in der St.-Stephans-Basilika, Budapest
  - Stefan Sándor

- 10. November 2013 durch Angelo Amato im Paderborner Dom, Paderborn
  - Maria Theresia Bonzel[5]

- 25. Januar 2014 durch Angelo Amato in der Basilika Santa Chiara, Neapel
  - Maria Christina von Savoyen

- 26. April 2014 durch Angelo Amato in der Cattedrale di San Lorenzo, Alba
  - Giuseppe Girotti

- 17. Mai 2014 durch Angelo Amato im Emil-Alexandrescu-Stadion, Copou, Iași
  - Anton Durcovici

- 24. Mai 2014 durch Angelo Amato in der Cattedrale di San Paolo, Aversa
  - Mario Vergara
  - Isidore Ngei Ko Lat

- 31. Mai 2014 durch Angelo Amato im Santuario dell’Amore Misericordioso, Collevallenza
  - María Esperanza Alhama Valera

- 16. August 2014 durch Franziskus in Gwanghwamun, Seoul
  - Paulus Yun Ji-chung
  - 123 Gefährten

- 20. September 2014 durch Angelo Amato im Dom zu Como, Como
  - Giovannina Franchi

- 27. September 2014 durch Angelo Amato in Madrid
  - Álvaro del Portillo

- 4. Oktober 2014 durch Angelo Amato in der Cathedral of the Sacred Heart, Newark
  - Teresa Demjanovich

- 12. Oktober 2014 durch Angelo Amato in Piazza d’Italia, Sassari
  - Francesco Zirano

- 19. Oktober 2014 durch Franziskus auf dem Petersplatz, Rom
  - Paul VI.

- 25. Oktober 2014 durch Angelo Amato in São Paulo
  - Assunta Marchetti

- 1. November 2014 durch Angelo Amato in Vitoria (Spanien)
  - Pedro Asúa Mendía

- 26. April 2015 durch Angelo Amato in Rimouski (Kanada)
  - Marie-Élisabeth Turgeon

- 2. Mai 2015 durch Angelo Amato in Turin
  - Luigi Bordino

- 16. Mai 2015 durch Angelo Amato in Venedig
  - Luigi Caburlotto

- 23. Mai 2015 durch Angelo Amato in San Salvador (El Salvador)
  - Óscar Arnulfo Romero Galdámez

- 23. Mai 2015 durch Polycarp Pengo in Nyeri (Kenia)
  - Irene Stefani

- 31. Mai 2015 durch Angelo Amato in Bayonne (Frankreich)
  - Louis-Édouard Cestac

- 29. August 2015 durch Angelo Amato in Charfet, Daroun, Harissa (Libanon)
  - Flavianus Michael Malke

- 5. September 2015 durch Angelo Amato in Girona (Spanien)
  - Fidela Oller Angelats
  - und zwei Begleiter

- 13. September 2015 durch Angelo Amato in Tshitanini (Südafrika)
  - Tshimangadzo Samuel Benedict Daswa

- 18. September 2015 durch Angelo Amato in San Miniato (Italien)
  - Pio Alberto del Corona

- 27. September 2015 durch Angelo Amato in Krakau (Polen)
  - Klara Ludwika Szczęsna

- 3. Oktober 2015 durch Angelo Amato in Santander (Spanien)
  - Pio Heredia Zubia
  - und 17 Begleiter

- 31. Oktober 2015 durch Angelo Amato in Frascati (Italien)
  - Maria Teresa Casini

- 14. November 2015 durch Angelo Amato in Minas Gerais (Brasilien)
  - Francisco de Paula Victor

- 21. November 2015 durch Angelo Amato in Barcelona (Spanien)
  - Frederic Tarrés Puigpelat
  - und 25 Begleiter

- 5. Dezember 2015 durch Angelo Amato in Chimbote (Peru)
  - Michał Tomaszek
  - Zbigniew Adam Strzałkowski
  - Alessandro Dordi

- 23. April 2016 durch Angelo Amato in Burgos (Spanien)
  - Valentín Palencia Marquina
  - und vier Begleiter

- 21. Mai 2016 durch Angelo Amato in Cosenza (Italien)
  - Francesco Maria Greco

- 11. Juni 2016 durch Angelo Amato in Vercelli (Italien)
  - Giacomo Abbondo

- 12. Juni 2016 durch Angelo Amato in Monreale (Italien)
  - Maria von Jesus Santocanale

- 18. Juni 2016 durch Angelo Amato in Foggia (Italien)
  - Maria Celeste Crostarosa

- 27. August 2016 durch Angelo Amato in Santiago del Estero (Argentinien)
  - María Antonia de Paz Figueroa

- 11. September 2016 durch Angelo Amato in Karaganda (Kasachstan)
  - Vladislav Bukovinskij

- 17. September 2016 durch Angelo Amato in Codrongianos (Italien)
  - Elisabetta Sanna

- 24. September 2016 durch Angelo Amato in Würzburg (Deutschland)
  - Engelmar Unzeitig

- 5. November 2016 durch Angelo Amato in Shkodra (Albanien)
  - Achtunddreißig Märtyrer von Albanien

- 19. November 2016 durch Angelo Amato in Avignon (Frankreich)
  - Maria-Eugen vom Kinde Jesus

- 11. Dezember 2016 durch Orlando Quevedo in Vientiane (Laos)
  - 17 Märtyrer von Laos: Louis Leroy, Michel Coquelet, Vincent L’Hénoret, Jean Wauthier, Joseph Boissel, Mario Borzaga, Joseph Tien, Jean-Baptiste Malo, René Dubroux, Joseph Outhay, Noël Tenaud, Marcel Denis, Thomas Khampheuane, Lucien Galan, Luc Sy, Maisam Pho Inpeng und Paul Thoj Xyooj Paj Lug

- 7. Februar 2017 durch Angelo Amato in Osaka (Japan)
  - Justo Takayama

- 18. März 2017 durch Angelo Amato in Bozen (Italien)
  - Josef Mayr-Nusser

- 25. März 2017 durch Angelo Amato in Almería (Spanien)
  - José Álvarez-Benavides de la Torre und 114 Gefährten

- 22. April 2017 durch Angelo Amato in Oviedo (Spanien)
  - Luis Ormières

- 29. April 2017 durch Angelo Amato in Verona (Italien)
  - Leopoldina Naudet

- 6. Mai 2017 durch Angelo Amato in Girona (Spanien)
  - Antonio Arribas Hortigüela und 6 Mitbrüder der Ordensgemeinschaft der Herz-Jesu-Missionare

- 13. Mai 2017 durch Angelo Amato in Dublin (Irland)
  - John Sullivan

- 25. Juni 2017 durch Angelo Amato in Vilnius (Litauen)
  - Teofilius Matulionis

- 8. September 2017 durch Franziskus in Bogotá (Kolumbien)
  - Jesús Emilio Jaramillo Monsalve und Pedro María Ramírez Ramos

- 23. September 2017 durch Angelo Amato in Oklahoma City (Vereinigte Staaten)
  - Stanley Rother

- 30. September 2017 durch Angelo Amato in Bratislava (Slowakei)
  - Titus Zeman SDB

- 4. November 2017 durch Angelo Amato in Indore (Indien)
  - Mariam Vattalil

- 3. Februar 2018 durch Angelo Amato in Vigevano (Italien)
  - Teresio Olivelli

- 15. April 2018 durch Maurice Piat in Vohipeno (Madagaskar)
  - Lucien Botovasoa

- 28. April 2018 durch Angelo Amato im Sanktuarium der Barmherzigkeit Gottes, Krakau (Polen)
  - Hanna Chrzanowska

- 1. Mai 2018 durch Angelo Amato in Szombathely (Ungarn)
  - Brenner János

- 5. Mai 2018 durch Angelo Amato in Aachen (Deutschland)
  - Clara Fey

- 26. Mai 2018 durch Angelo Amato in Piacenza (Italien)
  - Leonella Sgorbati

- 2. Juni 2018 durch Angelo Amato in der Kathedrale von Neapel, Neapel (Italien)
  - Maria Crocifissa Gargani

- 10. Juni 2018 durch Angelo Amato in Agen (Frankreich)
  - Adèle de Batz de Trenquelléon

- 16. Juni 2018 durch Angelo Amato in Caracas (Venezuela)
  - María Carmen Rendiles Martínez

- 23. Juni 2018 durch Angelo Amato in Asunción (Paraguay)
  - Maria Felicia Guggiari Echeverría (Ordensname: Maria Felicia de Jesús Sacramentado), genannt „Chiquitunga“

- 1. September 2018 durch Giovanni Angelo Becciu in Košice (Slowakei)
  - Anna Kolesárová

- 8. September 2018 durch Giovanni Angelo Becciu im Straßburger Münster, Straßburg (Frankreich)
  - Elisabeth Alphonsa Maria Eppinger

- 22. September 2018 durch Giovanni Angelo Becciu in Nisiporeşti (Rumänien)
  - Veronica Antal

- 30. September 2018 durch Giovanni Angelo Becciu in der Kathedrale von Marseille, Marseille (Frankreich)
  - Jean-Baptiste Fouque

- 20. Oktober 2018 durch Giovanni Angelo Becciu in der Santa Iglesia Catedral Basílica de la Encarnación, Málaga (Spanien)
  - Tiburzio Arnáiz Muñoz SJ

- 27. Oktober 2018 durch Giovanni Angelo Becciu in Izabal (Guatemala)
  - Tullio Maruzzo
  - Luis Obdulio Arroyo Navarro

- 3. November 2018 durch Giovanni Angelo Becciu in der Lateranbasilika, Rom (Italien)
  - Clelia Merloni

- 10. November 2018 durch Giovanni Angelo Becciu in der Kathedrale Sagrada Familia in Barcelona (Spanien)
  - Andrea Solans Balleste und zwei weitere Gefährten
  - Teodoro Illera Del Olmo und 11 weitere Gefährten
  - Carlota Duque Belloso

- 8. Dezember 2018 durch Giovanni Angelo Becciu in Oran (Algerien)
  - Pierre Claverie, Henri Vergès, Sr. Paul-Hélène Saint-Raymond, Sr. Esther Paniagua Alonso, Sr. Caridad Álvarez Martín, Jean Chevillard, Alain Dieulangard, Charles Deckers, Christian Chessel, Sr. Angèle-Marie Littlejohn, Sr. Bibiane Leclercq, Sr. Odette Prévost, Luc Dochier, Christian de Chergé, Christophe Lebreton, Michel Fleury, Bruno Lemarchand, Célestin Ringeard und Paul Favre-Miville[6]

- 9. März 2019 durch Giovanni Angelo Becciu in Oviedo (Spanien)
  - Ángel Cuartas Cristobal und 8 weitere Gefährten

- 23. März 2019 durch Giovanni Angelo Becciu in Tarragona (Spanien)
  - Marià Mullerat Soldevila

- 27. April 2019 durch Giovanni Angelo Becciu in La Rioja (Argentinien)
  - Enrique Angelelli, Carlos de Dios Murias, Gabriel Longueville und Wenceslao Pedernera

- 4. Mai 2019 durch Giovanni Angelo Becciu in Mexiko-Stadt (Mexiko)
  - María de la Concepción Cabrera Arias de Armida

- 18. Mai 2019 durch Giovanni Angelo Becciu in Madrid (Spanien)
  - Guadalupe Ortiz de Landázuri[7]

- 2. Juni 2019 durch Franziskus in Blaj (Rumänien)
  - Valeriu Traian Frențiu
  - Vasile Aftenie
  - Ioan Suciu
  - Titu Liviu Chinezu
  - Ioan Bălan
  - Alexandru Rusu
  - Iuliu Hossu

- 8. Juni 2019 durch Giovanni Angelo Becciu in Krakau (Polen)
  - Michał Giedroyć

- 15. Juni 2019 durch Giovanni Angelo Becciu in Sassari (Italien)
  - Edvige Carboni

- 22. Juni 2019 durch Giovanni Angelo Becciu in Madrid, Spanien
  - María Carmen Lacaba Andía und 13 Gefährtinnen[8]

- 14. September 2019 durch Giovanni Angelo Becciu in Forlì, Italien
  - Benedetta Bianchi Porro[9]

- 15. September 2019 durch Kurt Koch in Limburg an der Lahn, Deutschland
  - Richard Henkes[10]

- 19. Oktober 2019 durch Giovanni Angelo Becciu in Crema
  - Alfredo Cremonesi

- 9. November 2019 durch Giovanni Angelo Becciu in der Kathedrale von Granada
  - María Emilia Riquelme y Zayas

- 16. November 2019 durch Giovanni Angelo Becciu im Estadio Olímpico de Riobamba
  - Victor Emilio Moscoso Cárdenas

- 23. November 2019 durch Giovanni Angelo Becciu in Tambaú
  - Donizetti Tavares de Lima

- 7. Dezember 2019 durch Giovanni Angelo Becciu in Huehuetenango
  - James Alfred Miller

- 10. Oktober 2020 durch Agostino Vallini in Assisi
  - Carlo Acutis

- 31. Oktober 2020 durch Joseph W. Tobin in der St. Joseph-Kathedrale in Hartford, Connecticut, USA
  - Michael McGivney[11]
- 23. April 2021 durch Álvaro Ramazzini in Santa Cruz del Quiché
  - Jose María Gran Cirera MSC, Juan Alonso Fernández MSC, Faustino Villanueva MSC, Rosalío Benito, Reyes Us, Domingo del Barrio, Nicolás Castro, Tomás Ramírez, Miguel Tiú und Juan Barrera Méndez

- 30. April 2021 durch Aldo Giordano in Caracas
  - José Gregorio Hernández

- 9. Mai 2021 durch Marcello Semeraro in Agrigent
  - Rosario Livatino

- 4. September 2021 durch Luis Héctor Villalba in Piedra Blanca
  - Mamerto Esquiú

- 12. September 2021
  - Stefan Wyszyński

- 22. Januar 2022 in San Salvador
  - Rutilio Grande, Manuel Solorzano, Nelson Rutilio Lemus und Cosma Spessotto

- 30. April 2022 in Mailand
  - Armida Barelli und Mario Ciceri[12]

- 22. Mai 2022 in Lyon
  - Pauline Marie Jaricot

- 16. Juli 2022 durch Jean-Claude Hollerich in Ellwangen
  - Philipp Jeningen

- 4. September 2022 durch Papst Franziskus in Rom
  - Johannes Paul I.[13]

- 10. Dezember 2022 durch Marcello Semeraro in Barbacena
  - Isabel Cristina Mrad Campos

- 6. Mai 2023 durch Paulo Cezar Costa in Montevideo
  - Jacinto Vera

- 25. Juni 2023 in Lecce
  - Elisabetta Martinez

- 10. September 2023 durch Marcello Semeraro in Markowa
  - Józef und Wiktoria Ulma und ihre sieben Kinder[14]

- 16. Dezember 2023 durch Fernando Vérgez Alzaga in Luján
  - Eduardo Francisco Pironio

- 26. Mai 2024 durch Marcello Semeraro in Novara
  - Giuseppe Rossi[15]

- 2. August 2024 in Bkerke
  - Estephane Boutros El Douaihy[16]

- 18. August 2024 durch Fridolin Ambongo in Uvira[17]
  - Albert Joubert, einheimischer Priester, Märtyrer
  - Luigi Carrara, italienischer Xaverianer-Missionar, Märtyrer
  - Giovanni Didonè, italienischer Xaverianer-Missionar, Märtyrer
  - Vittorio Faccin, italienischer Xaverianer-Missionar, Märtyrer

- 31. August 2024 durch Marcello Semeraro in der Basilika von den Sieben Schmerzen Mariens in Šaštín-Stráže
  - Ján Havlík[18]

- 29. September 2024 durch Papst Franziskus im König-Baudouin-Stadion, Brüssel[19]
  - Anna von Jesus de Lobera y Torres

- 17. November 2024 durch Kurt Koch im Münster, Freiburg[20]
  - Max Josef Metzger
- 12. Januar 2025 durch Marcello Semeraro in der Lateranbasilika
  - Giovanni Merlini

## PontifikatLeos XIV.
- 17. Mai 2025 durch Celestino Migliore in der Kathedrale von Chambéry, Frankreich
  - Camille Costa de Beauregard
- 24. Mai 2025 durch Marcello Semeraro auf dem Platz der Erzkathedrale St. Peter und Paul in Posen
  - Stanisław Streich

- 31. Mai 2025 durch Marcello Semeraro in Braniewo (Braunsberg)
  - 15 Katharinenschwestern[21]
    - Maria Christophora Klomfass
    - Maria Liberia Domnick
    - Maria Mauritia Margenfeld
    - Maria Leonis Müller
    - Maria Tiburtia Mischke
    - Maria Sekundina Rautenberg
    - Maria Adelgard Bönigk
    - Maria Aniceta Skibowska
    - Maria Gebharda Schröter
    - Maria Sabinella Angrick
    - Maria Bona Pestka
    - Maria Gunhilda Steffen
    - Maria Rolanda Abraham
    - Maria Charitina Fahl
    - Maria Xaveria Rohwedder
- 15. Juni 2025 durch Marcello Semeraro in der Basilika St. Paul vor den Mauern in Rom
  - Floribert Bwana Chui
- 12. Juli 2025 durch Marcello Semeraro in Barcelona
  - François-Benjamin May[22]